# Marco Antônio
Marco Antônio (português brasileiro) ou Marco António (português europeu) (83–30 a.C.; em latim: Marcus Antonius), conhecido também apenas como Antônio, foi um político da gens Antônia da República Romana nomeado cônsul por três vezes, em 44, 34 e 31 a.C. com Júlio César (e Públio Cornélio Dolabela depois de sua morte), Lúcio Escribônio Libão e Otaviano respectivamente. Foi ainda mestre da cavalaria do ditador em 48 e 47 a.C.. Antônio era aliado de César e serviu com ele durante a conquista da Gália e na guerra civil contra Pompeu. Foi nomeado administrador da Itália enquanto César consolidava seu poder na Grécia, África e Hispânia. Depois do assassinato de César, em 44 a.C., Antônio se juntou a Marco Emílio Lépido, outro grande general de César, e a Otaviano, que era seu sobrinho e filho adotivo, formando uma ditadura de três homens conhecida como Segundo Triunvirato. Os triúnviros travaram uma guerra contra os liberatores, como eram chamados os assassinos de César, e os derrotaram na Batalha de Filipos (42 a.C.), dividindo o comando da República entre si a partir daí. Antônio recebeu as províncias orientais, incluindo o reino cliente do Egito, governado na época por Cleópatra VII Filópator, e o comando da guerra contra os partas.
As relações entre os triúnviros eram bastante difíceis, pois eles lutavam entre si para acumular cada vez mais poder e influência. A guerra civil entre Antônio e Otaviano foi evitada em 40 a.C. através do casamento da irmã de Otaviano, Otávia Menor com Antônio. Apesar do casamento, Antônio manteve seu caso amoroso com Cleópatra, que deu-lhe três filhos, o que só piorou sua relação com Otaviano. Lépido foi expulso do grupo em 36 a.C. e, em 33 a.C., a discórdia entre os dois triúnviros remanescentes, provocando um cisma entre os dois. As hostilidades finalmente resultaram numa guerra civil em 31 a.C., quando o senado romano, instigado por Otaviano, declarou guerra contra Cleópatra e proclamou que Antônio era um traidor da pátria. No mesmo ano, Antônio foi derrotado pelas forças de Otaviano na Batalha de Ácio. Derrotados, Antônio e Cleópatra fugiram para o Egito e se mataram em conjunto.
Com Antônio morto, Otaviano era o mestre indiscutível de todo o mundo romano. Em 27 a.C., ele recebeu o título de "Augusto", o marco derradeiro da transformação da República Romana no Império Romano, com o próprio Otaviano, agora chamado apenas de Augusto, como seu primeiro Imperador.

## Primeiros anos

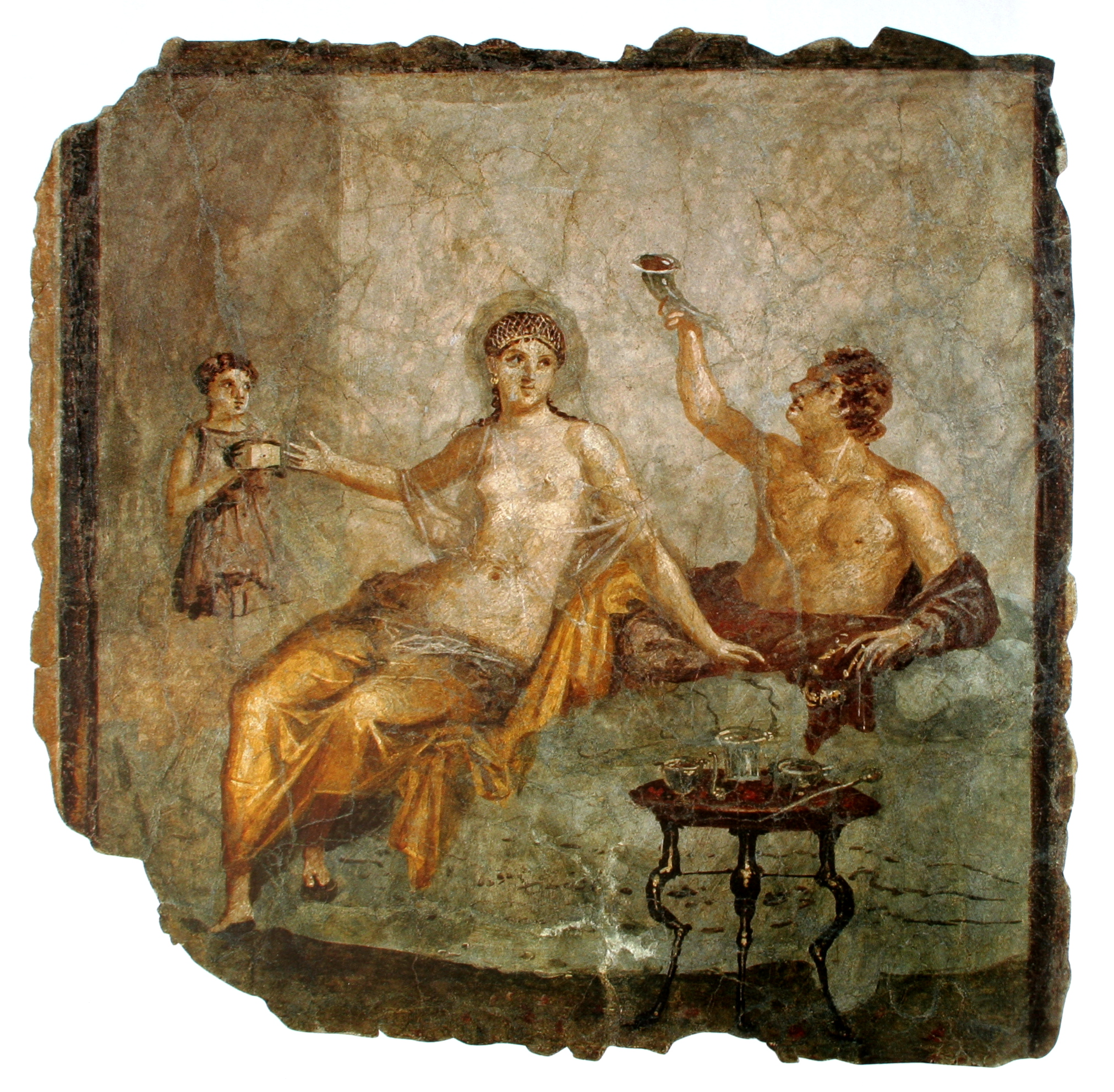
Os primeiros anos da vida de Antônio foram marcados por uma vida boêmia, na qual ele gastou toda a fortuna deixada por seu pai até ser obrigado a fugir para a Grécia, onde estudou filosofia e retórica.
Afresco encontrado em Herculano, na Itália

Membro da gente plebeia dos Antônios, Antônio nasceu em Roma em 14 de janeiro de 83 a.C.. Seu pai, homônimo, era conhecido como Marco Antônio Crético, filho do famoso Marco Antônio Orador, assassinado durante as perseguições que se seguiram à tomada de Roma pelas forças de Caio Mário no inverno de 87−6 a.C.. Sua mãe era Júlia Antônia, uma prima distante de Júlio César (Lúcio Júlio César era avô dela e bisavô dele). Antônio era uma criança na época da marcha de Sula sobre Roma em 82 a.C..
Segundo o orador romano Cícero, o pai de Antônio era incompetente e corrupto e só recebeu algum poder justamente por ser incapaz de utilizá-lo ou abusar dele de forma efetiva. Em 74 a.C., ele recebeu um comando militar para derrotar os piratas que assolavam o Mediterrâneo, mas morreu em Creta em 71 a.C. sem realizar nenhum progresso. A morte do Antônio pai deixou Antônio e seus irmãos, Lúcio e Caio, aos cuidados da mãe, Júlia, que se casou com Públio Cornélio Lêntulo Sura, um eminente membro da antiga nobreza patrícia. Lêntulo, apesar de explorar seu sucesso político para enriquecer, estava constantemente em débito por causa de seu estilo de vida extravagante. Foi um dos protagonistas na Segunda Conspiração de Catilina e foi sumariamente executado por ordens do cônsul Cícero em 63 a.C. por seu envolvimento. Sua morte provocou um perpétuo ressentimento entre Júlia Antônia e o famoso orador.
Os primeiros anos da vida de Antônio foram, portanto, marcados pela ausência de uma figura paterna. Segundo Plutarco, ele passou sua adolescência rondando Roma com seus irmãos e amigos, jogando, bebendo e se envolvendo em numerosos casos amorosos escandalosos. Segundo Cícero, Antônio teve um caso homossexual com Caio Escribônio Curião, mas há pouca informação confiável sobre suas atividades políticas durante a sua juventude, embora saibamos de sua ligação com Públio Clódio Pulcro e sua gangue de rua. É possível que ele tenha se envolvido no culto conhecido como Lupercália, pois foi citado como sendo um sacerdote desta ordem no final de sua vida. Aos vinte anos, Antônio já devia uma fortuna e, nas esperança de escapar de seus credores, fugiu para a Grécia em 58 a.C. e aproveitou para estudar filosofia e retórica em Atenas.

## Início da carreira

### Serviço militar

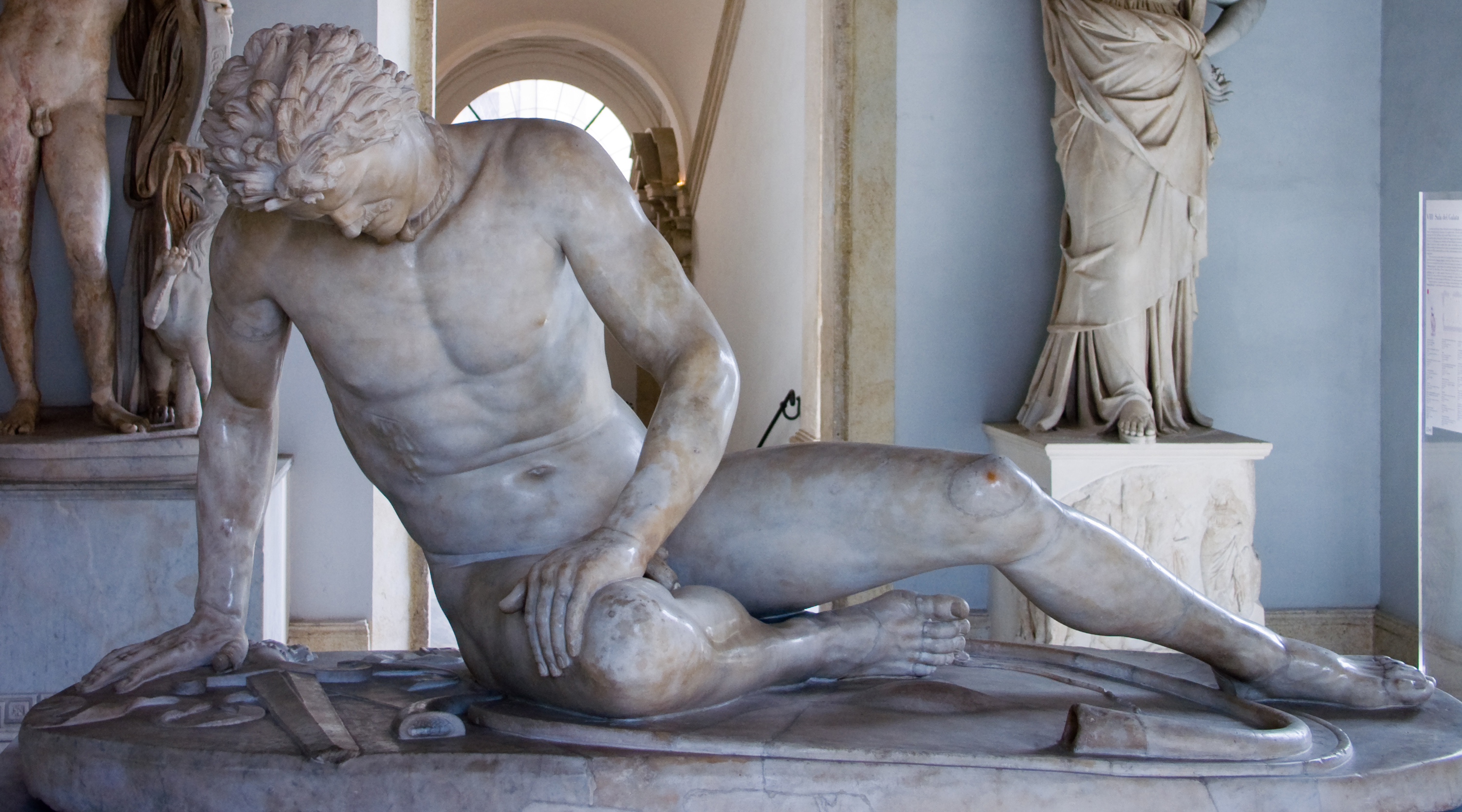
"Gaulês moribundo", uma famosa estátua hoje preservada nos Museus Capitolinos, que representa um gaulês derrotado à beira da morte durante as Guerras Gálicas de Júlio César, a primeira campanha militar de Antônio

Em 57 a.C., Antônio se juntou ao comando militar de Aulo Gabínio, o procônsul da Síria, como comandante da cavalaria, uma nomeação que marcou o começo de sua carreira militar. Como cônsul no ano anterior juntamente com o mentor de Cláudio, Públio Clódio Pulcro, Gabínio havia exilado Cícero.
Hircano II, o sumo-sacerdote asmoneu da Judeia, aliado de Roma, fugiu de Jerusalém e foi ter com Gabínio em busca de proteção contra seu rival e genro Alexandre. Anos antes, em 63 a.C., o general romano Pompeu havia capturado-o juntamente com seu pai, o rei Aristóbulo II, durante a guerra contra o que restava do Império Selêucida. Pompeu depôs Aristóbulo e instalou Hircano como um monarca cliente na Judeia. Antônio se destacou militarmente pela primeira vez depois de assegurar importantes vitórias em Alexândrio e Maquero. Com a revolta encerrada, em 56 a.C., Gabínio restaurou Hircano novamente como sumo-sacerdote da Judeia.
No ano seguinte, 55 a.C., Gabínio interveio na política interna do Egito ptolemaico. O faraó Ptolemeu XII Auletes havia sido deposto por uma revolta liderada por sua filha, Berenice IV, em 58 a.C., forçando-o a buscar asilo em Roma. Durante as conquistas de Pompeu, anos antes, Ptolemeu havia recebido o apoio dele, que o declarou "aliado de Roma". A invasão de Gabínio tinha o objetivo de restaurar Ptolemeu ao trono, o que foi feito contra as ordens do senado romano, mas com a aprovação de Pompeu, o mais poderoso político romano na época, e somente depois que o rei deposto concordou em pagar a vultosa soma de 10 000 talentos de ouro. O historiador Plutarco relata que foi Antônio que finalmente convenceu Gabínio a agir. Depois de aniquilar as forças de fronteira do Egito, o exército de Gabínio seguiu adiante para atacar os guardas palacianos, mas eles se renderam sem lutar. Com Ptolemeu XII de volta no trono como rei cliente de Roma, Gabínio instalou uma guarnição de 2 000 homens em Alexandria, posteriormente conhecidos como gabiniani, com a missão de garantirem a autoridade de Ptolemeu. Em agradecimento por seu apoio, Roma passou a exercer uma considerável influência sobre os assuntos do Egito, particularmente controlando as receitas e a produção agrícola.
Foi nesta campanha que Antônio conheceu Cleópatra pela primeira vez, a filha de quatorze anos de Ptolemeu XII. O historiador romano Apiano de Alexandria relatou posteriormente que o desejo de Antônio pela jovem princesa egípcia remonta a este encontro.
Enquanto Antônio estava servindo Gabínio no oriente, a situação política doméstica havia mudado em Roma. Em 60 a.C., um acordo secreto, conhecido como Primeiro Triunvirato, foi acertado entre três homens para controlar a República: Marco Licínio Crasso, Pompeu e Júlio César. Crasso, o homem mais rico de Roma, havia derrotado a revolta de escravos de Espártaco em 70 a.C.; Pompeu conquistou a maior parte do oriente mediterrâneo na década de 60 a.C.; César era o pontífice máximo de Roma e já havia servido como general na Hispânia. Em 59 a.C., César, financiado por Crasso, foi eleito cônsul com o objetivo de aprovar leis favoráveis aos interesses de Crasso e Pompeu. Em troca, recebeu o comando das províncias de Ilírico, Gália Cisalpina e Gália Transalpina por cinco anos, começando em 50 a.C.. César utilizou seu mandato como ponto de partida de sua conquista da Gália livre. Em 55 a.C., Crasso e Pompeu foram cônsules e o comando de César na Gália foi estendido por mais cinco anos. Roma estava, na prática, sob controle absoluto destes três homens. O triunvirato utilizou o demagogo Públio Clódio Pulcro, patrono e mentor de Antônio, para exilar seus rivais políticos, especialmente Cícero e Catão, o Jovem.
Nos primeiros anos de seu serviço militar, Antônio casou-se com sua prima Antônia Híbrida Menor, a filha de Caio Antônio Híbrida, cônsul em 63 a.C.. Em algum momento entre 54 e 30 a.C., a união produziu uma única filha, Antônia Prima. É incerto se este foi o primeiro casamento dele.

### Serviço sob César

#### Guerras Gálicas

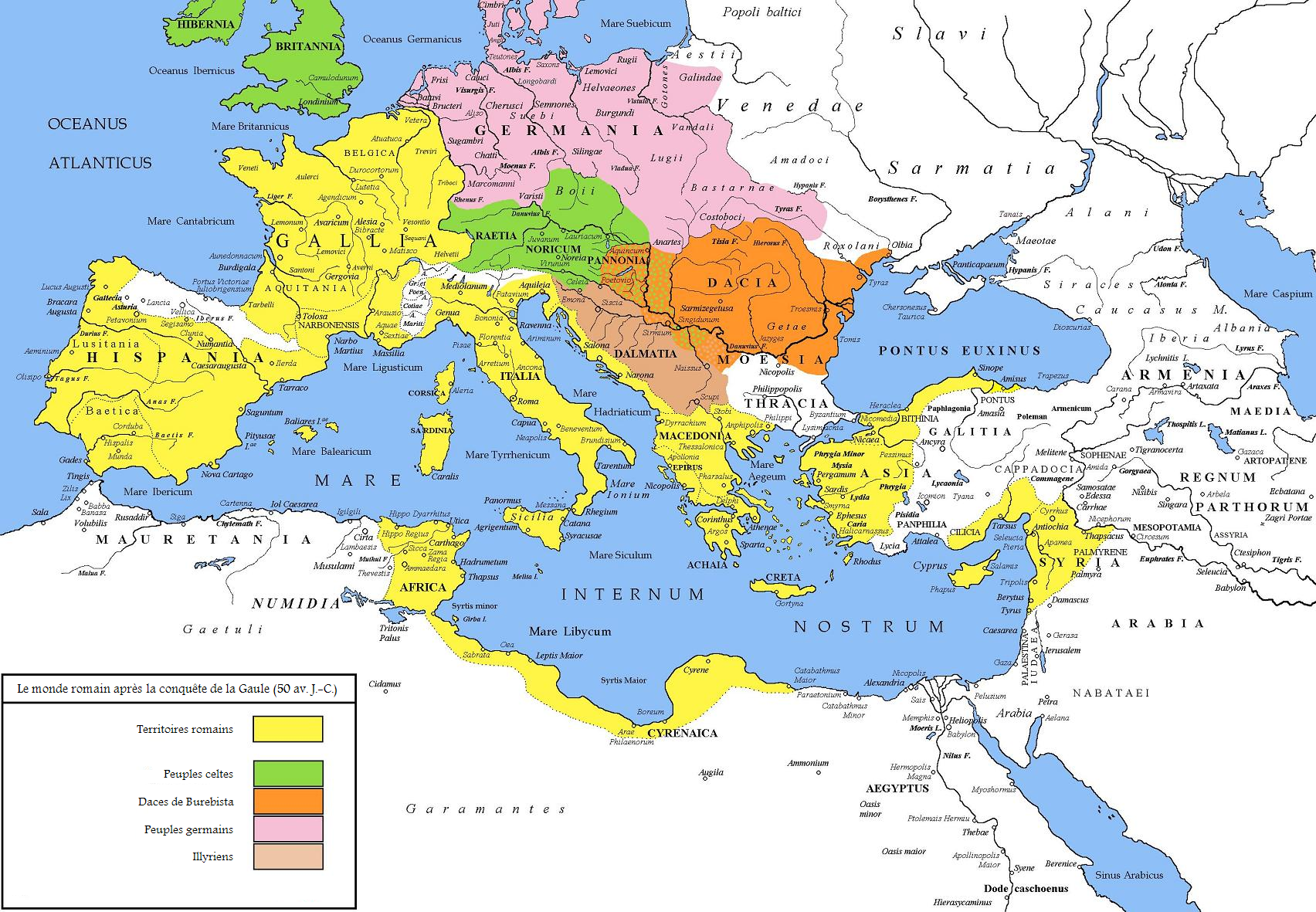
Região do Mediterrâneo em, no final das Guerras Gálicas de Júlio César

A ligação de Antônio com Públio Cláudio Pulcro deu-lhe acesso a posições muito proeminentes. Clódio, que era patrocinado pelo triúnviro Crasso, havia desenvolvido uma relação política positiva com Júlio César e assegurou para Antônio uma posição no staff militar de César em 54 a.C., quando começou a conquista da Gália. Servindo com ele, Antônio se revelou um excelente comandante militar. Apesar do distanciamento temporário no final da vida, Antônio e César foram amigos até o assassinato de César em 44 a.C.. A influência de César garantiu-lhe o avanço rápido na carreira política. Depois de um ano de serviço na Gália, César enviou Antônio para Roma para dar início formal à sua carreira política, sendo eleito questor em 52 a.C. pela facção senatorial dos populares. Nomeado para apoiar César, Antônio voltou para a Gália e comandou a cavalaria durante a vitória na Batalha de Alésia contra o alto rei gaulês Vercingetórix. No ano seguinte, Antônio foi promovido por César a legado e entregou-lhe o comando de duas legiões (aproximadamente 7 500 soldados).
Neste período, a aliança entre César, Pompeu e Crasso já havia efetivamente acabado. A filha de César, Júlia, que havia se casado com Pompeu para assegurar a aliança, morreu em 54 a.C., enquanto Crasso foi derrotado na Batalha de Carras, em 53 a.C., em sua desastrosa campanha contra os partas. Sem a estabilidade do acordo, o conflito entre César e Pompeu só se agravava. A glória de César pela conquista da Gália só piorava a situação com Pompeu que, cada vez mais enciumado com seu antigo aliado, se distanciou dos populares de César para a facção aristocrática dos optimates liderada por Catão, o Jovem. Os aliados de César, liderados por Clódio, e os aliados de Pompeu, liderados por Tito Ânio Milão, se enfrentavam nas ruas de Roma com frequência. Em 52 a.C., Milão conseguiu assassinar Clódio, o que resultou em graves revoltas populares e no incêndio da Cúria Hostília, onde o senado se reunia, pelos aliados de Clódio. A anarquia se instalou em Roma, o que obrigou o senado a buscar Pompeu. Temendo as perseguições de Sula apenas trinta anos antes, os senadores não concederam a Pompeu uma ditadura, mas nomearam-no como cônsul singular (sem um colega) para aquele ano, com poderes extraordinários, mas limitados. Pompeu ordenou que soldados armados entrassem na cidade para restaurar a ordem e para eliminar os remanescentes da gangue de rua de Clódio.
Antônio permaneceu no staff militar de César até 50 a.C., ajudando-o em ações menores de pacificação por toda a Gália para assegurar a conquista. Com a guerra encerrada, Antônio foi enviado de volta a Roma para atuar como protetor de César contra Pompeu e os demais optimates. Com o apoio de César, que era pontífice máximo, o líder religioso romano, Antônio foi nomeado para o Colégio de Áugures, um importante colégio sacerdotal responsável por interpretar a vontade dos deuses romanos estudando os voo dos pássaros. Todas as ações públicas requeriam auspícios favoráveis, o que dava aos seus membros considerável influência. Antônio foi também eleito como um dos dez tribunos da plebe em 49 a.C.. Nesta posição, Antônio poderia proteger César de seus inimigos interpondo seu veto a qualquer ação desfavorável a ele.

#### Guerra Civil

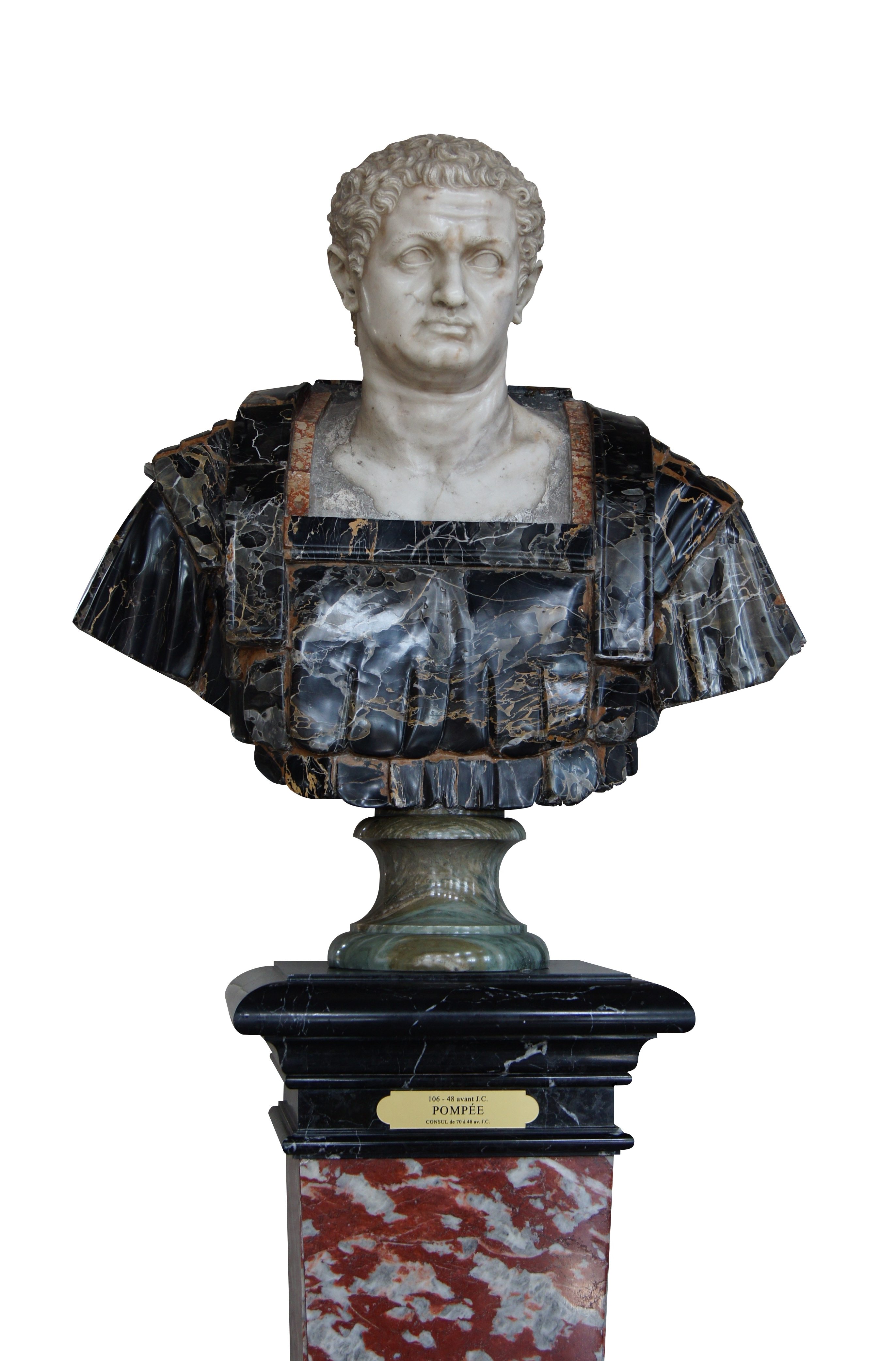
Pompeu Magno, o líder das forças republicanas do senado romano durante a Guerra Civil de César.
Busto de mármore (século XVII) preservado no Chateau de Vaux-le-Vicomte, na França

A disputa entre César e Pompeu se degenerou num confronto aberto no início de 49 a.C.. Os cônsules daquele ano, Caio Cláudio Marcelo Maior e Lúcio Cornélio Lêntulo Crus, eram obstinados optimates e adversários de César. Pompeu, ainda em Roma, estava na época servindo como governador da Hispânia e comandava diversas legiões. Ao assumir o posto em janeiro, Antônio convocou uma reunião do senado para tentar resolver o conflito: ele propôs que tanto César quanto ele próprio deveriam desistir de seus comandos e retornassem ao seu status de cidadãos privados. Sua proposta foi bem aceita pela maioria dos senadores, mas os cônsules e Catão, o Jovem, foram veemente contra. Antônio então apresentou uma nova proposta: César manteria apenas duas de suas oito legiões e além do governo de Ilírico se lhe fosse garantida a posição de cônsul in absentia. Este acordo garantia de que sua imunidade contra processos continuaria, pois ele precisaria dela para se proteger contra a perseguição de Pompeu. Embora ele próprio tenha considerado as concessões satisfatórias, Catão e Lêntulo se recusaram a ceder, com Lêntulo chegando ao ponto de expulsar Antônio da reunião do senado à força. Ele fugiu de Roma, temendo por sua vida, e retornou para o acampamento de César, às margens do rio Rubicão, o limite sul do território legal de César.
No espaço de alguns dias da expulsão de Antônio, em 7 de janeiro de 49 a.C., o senado se reuniu novamente. Sob a liderança de Catão e com o apoio tácito de Pompeu, os senadores passaram um senatus consultum ultimum (um "ultimato"), que retirava César de seu comando e ordenando que ele voltasse para Roma para ser julgado por crimes de guerra. O senado declarou ainda que César era um traidor e inimigo público se ele não debandasse imediatamente seu exército. Sem esperanças de encontrar uma solução pacífica depois da expulsão de Antônio, César utilizou-a como pretexto para marchar sobre Roma. Como um tribuno da plebe, a pessoa de Antônio era sacrossanta e, portanto, era ilegal atacá-lo ou recusar a reconhecer seu veto. Três dias depois, em 10 de janeiro, César cruzou o Rubicão, iniciando a guerra civil. Durante a usa marcha para o sul, César nomeou Antônio como seu segundo no comando.
O avanço rápido de César surpreendeu Pompeu, que, juntamente com os outros líderes principais dos optimates, fugiu da Itália para a Grécia. Depois de entrar em Roma, em vez de perseguir Pompeu, César marchou para a Hispânia para derrotar os pompeianos legalistas que ainda ameaçavam sua retaguarda. Enquanto isso, Antônio, com o posto de propretor (mesmo sem nunca ter sido pretor, foi instalado como governador da Itália e comandante do exército, estacionado na península, enquanto Lépido, na época um dos principais oficiais de César, passou a administrar a própria cidade de Roma como prefeito urbano. Embora Antônio tenha tido boa popularidade entre seus soldados, muitos cidadãos  o desprezavam por sua falta de interesse na vida dura que levaram durante a guerra civil.
No final de 49 a.C., César, já comandante supremo da Gália, havia capturado a Itália, a Hispânia, a Sicília e a Sardenha e Córsega das mãos dos optimates. No início de 48 a.C., ele se preparou para zarpar com sete legiões para a Grécia para enfrentar Pompeu. César havia encarregado a defesa de Ilírico a Caio Antônio, o irmão mais novo de Antônio, e Públio Cornélio Dolabela. As forças de Pompeu, porém, derrotaram os dois e assumiram o controle do Adriático. Além disso, as duas legiões que eles comandavam desertaram para o lado de Pompeu. Sem sua frota, César não tinha os navios necessários para transportar suas forças até a Grécia. Em vez disto, ele cruzou com apenas duas e deixou Antônio em Brundísio no comando das outras cinco com ordens de segui-lo assim que fosse possível. Ainda no início de 48 a.C., Lúcio Escribônio Libão recebeu o comando da frota de Pompeu, que contava com cinquenta navios. Seguindo até Brundísio, Libão bloqueou Antônio que, contudo, conseguiu atraí-lo para uma perseguição a alguns navios-isca, o que levou a frota de Libão até uma emboscada. A maior parte dos navios conseguiu escapar, mas muitas tropas foram presas e capturadas. Com Libão fora do caminho, Antônio se juntou a César na Grécia em março de 48 a.C..
Durante a campanha grega, Plutarco relata que Antônio era o principal general de César e com uma reputação que só perdia para a dele. Antônio se juntou a César no oeste da península dos Bálcãs e os dois cercaram um grande exército de Pompeu em Dirráquio. Com suprimentos de comida, César, em julho, ordenou um ataque noturno ao acampamento de Pompeu, mas as forças deles, numericamente superior, conseguiram repelir o ataque. Embora com um resultado inconclusivo, a batalha foi uma vitória tática para Pompeu que, porém, não ordenou um contra-ataque ao acampamento de César, o que permitiu que ele recuasse sem problemas. César posteriormente lembraria que a guerra civil teria terminado naquele dia se Pompeu o tivesse atacado. César conseguiu fugir para a Tessália com Pompeu perseguindo.
Assumindo uma posição defensiva na planície de Farsalos, o exército de César preparou-se para uma batalha campal com Pompeu, cujas forças superavam às de César numa proporção de dois para um. Na Batalha de Farsalos, em 9 de agosto de 48 a.C., César comandou a ala direita, de frente para Pompeu, enquanto Antônio comandou a esquerda, mais um indicativo do status de Antônio como o principal general de César. A batalha foi uma vitória decisiva para César. Embora ela não tenha encerrado de vez a guerra civil, ela foi o auge do poder de César e, de fato, matou a República Romana. A vitória deu a César um necessário incremento de legitimidade, pois, antes da batalha, a maior parte do mundo romano fora da Itália apoiava Pompeu e os optimates como sendo os legítimos governantes de Roma. Depois da derrota de Pompeu, a maior parte dos senadores desertou para o lado de César além de muitos dos soldados que haviam lutado sob Pompeu. Ele próprio fugiu para o Egito ptolemaico, mas o faraó Ptolemeu XIII, temendo alguma retaliação de César, ordenou que ele fosse morto assim que chegasse.

#### Governador da Itália
Em vez de iniciar uma imediata perseguição a Pompeu e os optimates remanescentes, César retornou para Roma e foi nomeado ditador, escolhendo Antônio como seu mestre da cavalaria, o segundo no comando. César presidiu sobre sua própria eleição para um segundo consulado, em 47 a.C., e então, depois de onze dias no cargo, renunciou ao posto de ditador. Só então César foi ao Egito, onde depôs Ptolemeu XIII em favor de sua irmã, Cleópatra em 47 a.C.. A jovem rainha tornou-se sua amante e deu-lhe um filho, Cesarião. Estes atos de César consolidaram ainda mais o controle de César sobre o reino já quase completamente dominado pelos romanos.
Enquanto César estava fora, no Egito, Antônio permaneceu em Roma para governar a Itália e restaurar a ordem. Sem César para guiá-lo, porém, Antônio rapidamente passou a enfrentar dificuldades políticas e se revelou bastante impopular. O motivo principal era a questão do perdão das dívidas. Um dos tribunos de 47 a.C., Públio Cornélio Dolabela, um antigo general de Pompeu, propôs uma lei que propunha cancelar todas as dívidas em aberto. Antônio se opôs por motivos políticos e pessoais: ele acreditava que César não apoiaria esta gigantesca medida e suspeitava que Dolabela havia seduzido sua esposa, Antônia Híbrida Menor. Quando Dolabela tentou aprovar a lei a força e tomou o Fórum Romano, Antônio respondeu lançando seus soldados sobre a massa reunida no local. A instabilidade subsequente, especialmente entre os veteranos de César que se beneficiariam da lei, forçou César a retornar para a Itália em outubro de 47 a.C..
A forma como Antônio lidou com o caso de Dolabela esfriou sua relação com César. A reação violenta de Antônio levou Roma a um estado de anarquia. César tentou refazer as relações com o líder populista: apesar de eleito cônsul por uma terceira vez em 46 a.C., César propôs que o senado transferisse o consulado a Dolabela. Quando Antônio protestou, César foi obrigado a retirar a moção por vergonha. Posteriormente, César tentou exercer suas prerrogativas de ditador e proclamar diretamente Dolabela como cônsul. Antônio protestou novamente e, como áugure, declarou que os auspícios eram desfavoráveis, obrigado César a ceder novamente. Percebendo a premência de retirar Dolabela de Roma, César perdoou-o por seu papel nas revoltas e assumiu-o como um de seus generais nas campanhas contra os optimates ainda em resistência. Antônio, porém, perdeu todas as suas posições oficiais e não recebeu nenhuma nomeação para 46 ou 45 a.C.. Em vez disto, Antônio, nomeou Marco Emílio Lépido para ser seu primeiro colega consular para 46 a.C.. Enquanto César realizava sua campanha na África, Antônio permaneceu em Roma como um mero cidadão privado. Depois de retornar vitorioso do norte da África, César foi nomeado ditador por dez anos e trouxe Cleópatra e seu filho para Roma. Antônio mais uma vez ficou na cidade enquanto César, em 45 a.C., para a Hispânia para derrotar os últimos focos de resistência ao seu governo. Quando César conseguiu retornar, a guerra civil já tinha acabado.
Neste período, Antônio casou-se com sua terceira esposa, Fúlvia. Seguindo o escândalo com Dolabela, Antônio rapidamente se divorciou de sua esposa e rapidamente se casou com Fúlvia. Ela já havia sido casada anteriormente tanto com Públio Cláudio Pulcro quanto com Caio Escribônio Curião, uma viúva desde o assassinato de Cúrio em 52 a.C.. Embora Antônia e Fúlvia, tendo sido formalmente casado em 47 a.C., Cícero sugeriu que os dois já se relacionavam pelo menos desde antes de 58 a.C.. Esta união produziu dois filhos, Marco Antônio Antilo (n. 47 a.C.) e Julo Antônio (n. 45 a.C.).

### Assassinato de Júlio César

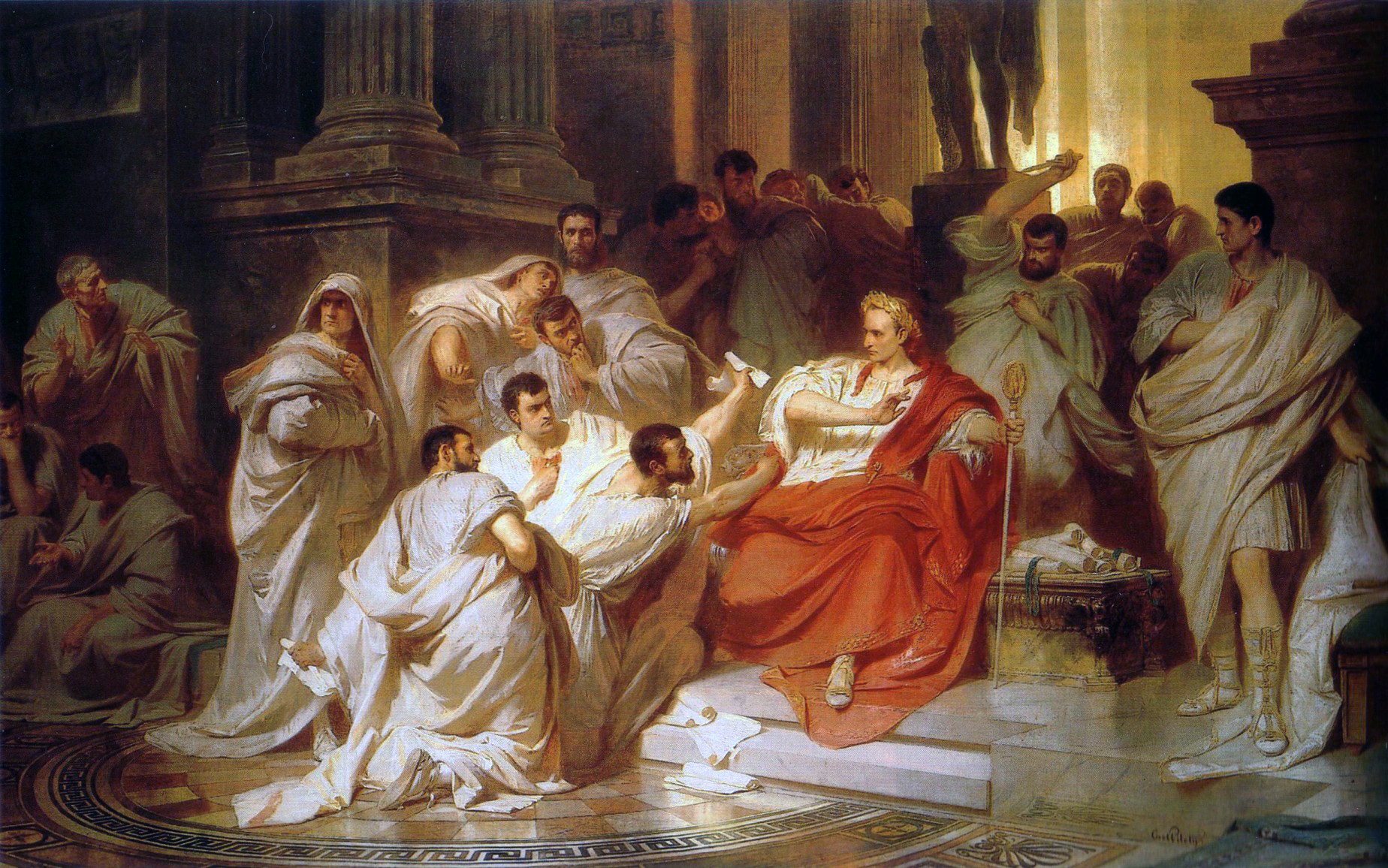
"Assassinato de Júlio César". Antônio e Otaviano estavam fora de Roma na época.
1865. Por Karl von Piloty, no Niedersächsisches Landesmuseum, na Baviera, Alemanha.

Quaisquer que fossem os conflitos entre ele e César, Antônio permaneceu fiel a César, assegurando que o distanciamento entre eles não fosse duradouro. Antônio se reaproximou dele em Narbo em 45 a.C. e os dois se reconciliaram completamente no ano seguinte, quando Antônio foi eleito cônsul juntamente com César, que estava planejando uma nova invasão do Império Parta e queria deixar Antônio na Itália para governar Roma. A reconciliação veio logo depois de Antônio ter rejeitado uma oferta de Caio Trebônio, um dos generais de César, para se juntar a uma conspiração para assassinar César.
Logo depois de assumirem seus mandatos, o festival da Lupercália foi realizado, em 15 de fevereiro de 44 a.C., uma celebração em homenagem à Loba (em latim: "Lupa"), a loba que teria amamentado os bebês Rômulo e Remo, os fundadores de Roma. A atmosfera política em Roma na época do festival já estava profundamente dividida. César já vinha colocando em prática sua reformas constitucionais que, na prática, centralizaram todos os poderes políticos em suas próprias mãos. Ele recebeu ainda mais honras, incluindo uma forma de culto semioficial, do qual Antônio era sumo-pontífice. Adicionalmente, no dia anterior ao festival, César foi nomeado ditador, o que lhe dava poderes sem limites. Os rivais políticos de César temiam que essas reformas fossem tentativas de César de transformar a República Romana numa monarquia de fato. Durante o próprio festival, Antônio ofereceu publicamente a César um diadema, que ele recusou. O evento, contudo, revelou uma poderosa mensagem: diadema era um símbolo real. Ao recusá-lo, César demonstrou que não tinha intenção de se tornar rei de Roma. Os motivos de Antônio não são claros e se desconhece se ele agiu com a aprovação prévia de César ou por conta própria.
Um grupo de senadores resolveu assassinar César para evitar que ele tomasse o trono. Os líderes dos revoltosos eram Marco Júnio Bruto e Caio Cássio Longino. Apesar de Cássio ser o "espírito motor" do complô, convencendo os principais assassinos à causa do tiranicídio, Bruto, com sua história familiar ligada à deposição dos antigos reis romanos, tornou-se seu líder. Cícero, embora não estivesse diretamente relacionado à conspiração, afirmou depois que as ações de Antônio selaram o destino de César pois atos tão óbvios destacando a proeminência de César teria motivado os senadores a agirem. Originalmente, os conspiradores haviam planejado para eliminar não apesar César, mas também muitos de seus aliados, incluindo Antônio, mas Bruto rejeitou a proposta, limitando a conspiração ao assassinato de César apenas. Com César se preparando para seguir para a Pártia no final de março, os conspiradores se prepararam para agir quando César aparecesse para uma reunião do senado nos idos de março (15 de março).
Antônio, tendo tomado ciência da conspiração na noite anterior, tentou impedir que César comparecesse a esta reunião. Contudo, um grupo de senadores interceptaram César quando ele passava perto do Teatro de Pompeu, onde o senado estava se reunindo temporariamente, e o levaram até a reunião antes que Antônio pudessem chegar até ele. Segundo o historiador grego Plutarco, quando César chegou ao senado, Lúcio Tílio Cimber apresentou-lhe uma petição para permitir a volta do exílio de seu irmão. Os outros conspiradores se juntaram à volta do ditador para apoiar a petição. Em instantes, o grupo inteiro, incluindo Bruto, começou a atacar César, que tentou escapar, mas, cego pelo sangue, tropeçou e caiu; os senadores continuaram esfaqueando-o mesmo com ele já caído e indefeso nos degraus mais baixos do pórtico. Segundo o historiador romano Eutrópio, cerca de sessenta ou mais homens participaram do assassinato. César foi esfaqueado vinte e três vezes e morreu pela hemorragia decorrente.

#### Líder do partido cesariano

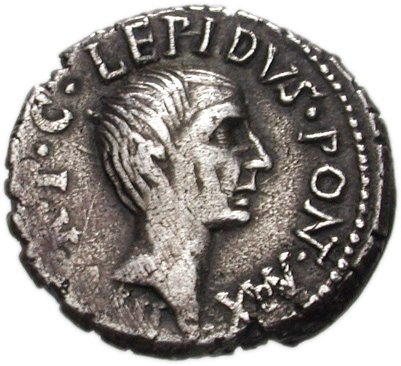
Logo depois do assassinato de César, o mestre da cavalaria de César, Lépido, marchou com legionários até Roma para restaurar a ordem e proteger a facção cesariana. Ele e Antônio assumiram o comando do grupo cesariano.

No caos que se seguiu ao assassinato, Marco Antônio fugiu de Roma disfarçado de escravo, temendo que a morte de César fosse o começo de um banho de sangue entre seus aliados. Quando nada disto ocorreu, ele voltou rapidamente para Roma. Os conspiradores, que se identificaram como liberatores ("os libertadores"), se encastelaram no Capitólio temendo por suas vidas. Apesar de acreditarem que a morte de César traria de volta a República, César era muitíssimo popular entre as classes média e baixa de Roma, enfurecidas ao saber que um pequeno grupo de aristocratas haviam assassinado seu ídolo.
Antônio, o cônsul remanescente, logo tomou a iniciativa e se apoderou do tesouro do estado. Calpúrnia Pisônia, a viúva de César, entregou-lhe os papeis pessoais de César e a custódia de suas propriedades, claramente indicando-o como herdeiro de César e líder da facção cesariana. O mestre da cavalaria de César, Lépido, marchou com 6 000 legionários até Roma em 16 de março para restaurar a ordem e para proteger a facção cesariana. Lépido queria tomar de assalto o Capitólio, mas Antônio preferia uma solução pacífica, uma vez que a maioria dos liberatores e os aliados de César preferiam um acordo a uma guerra civil. Em 17 de março, por iniciativa de Antônio, o senado se reuniu para discutir uma solução de compromisso, que, por causa dos veteranos de César na cidade, foi rapidamente alcançada. Os assassinos seriam perdoados de seus crimes e, em troca, todas as ações de César seriam ratificadas. Em particular, os cargos atribuídos por César a Bruto e Cássio seriam também ratificados. Antônio também concordou em aceitar a nomeação de seu rival, Públio Cornélio Dolabela, como cônsul sufecto para substituir César. Sem tropas, dinheiro e nem apoio popular, os liberatores foram forçados a aceitar a proposta de Antônio. Este acordo foi uma grande vitória para Antônio, que conseguiu o triplo sucesso de apaziguar os veteranos de César, reconciliar a maioria do senado e aparecer para os liberatores como um "parceiro e protetor".
Em 19 de março, o testamento de César foi aberto e lido. Nele, César adotou seu sobrinho-neto Caio Otávio e nomeou-o seu principal herdeiro. Com apenas dezenove anos de idade e lotado no exército de César na Macedônia, o jovem tornou-se repentinamente membro da gente Júlia, alterando imediatamente seu nome para "Caio Júlio César Otaviano" (em latim: "Gaius Julius Caesar Octavianus") seguindo as convenções vigentes na época. Embora não fosse o grande beneficiado, Antônio também recebeu bens.
Logo depois que o acordo foi alcançado — como sinal de boa fé — Bruto, contrariando o conselho de Cássio e de Cícero, concordou que César deveria receber um funeral público e que seu testamento deveria ser confirmado. O funeral foi realizado em 20 de março e Antônio, como seu mais fiel general e o cônsul reinante, foi escolhido para presidir a cerimônia e para recitar a elegia. Durante o discurso, de tom demagógico, Antônio enumerou os feitos de César e, lendo publicamente seu testamento, detalhou as doações que César deixou para o povo romano. Ele então pegou a toga ensanguentada do corpo de César e mostrou-a para a multidão, que, atiçada pelo espetáculo sangrento, se revoltou. Diversos edifícios do Fórum Romano e algumas casas dos conspiradores foram queimadas. Em pânico, muitos deles fugiram da Itália. Sob o pretexto de não ser capaz de garantir a segurança deles, Antônio liberou Bruto e Cássio de seus cargos em Roma e confiou-lhes a missão de comprar trigo para Roma na Sicília e na Ásia. Esta função, além de ser indigna do status dos dois, os manteria fora de Roma, reforçando a posição de Antônio. Eles recusaram esta posição humilhante e fugiram para a Grécia. Nesta mesma época, Cleópatra, que era amante de César na ocasião, voltou para o Egito.
Apesar das provisões do testamento de César, Antônio passou a atuar como líder da facção cesariana, inclusive apropriando para si uma parte da fortuna de César que legalmente pertencia a Otaviano. Ele outorgou a Lex Antonia, que formalmente aboliu a ditadura, uma tentativa de consolidar seu poder através do apoio dos senadores. Outorgou também diversas leis que, segundo ele, estavam entre os papéis de César, para assegurar sua popularidade entre os veteranos dele, particularmente ao prover doações de terras para eles. Lépido, com o apoio de Antônio, foi nomeado pontífice máximo no lugar de César. Para solidificar a aliança entre os dois, a filha de Antônio, Antônia Prima, foi prometida em casamento ao filho de Lépido, Lépido, o Jovem. Cercando-se de uma guarda pessoal formada por mais de 6 000 dos veteranos de César, Antônio se apresentou como o verdadeiro sucessor de César, praticamente ignorando Otaviano.

#### Primeiro conflito com Otaviano

Primeiros lances da guerra entre César e Otaviano pelo controle da facção cesariana, que, depois da Campanha de Mutina, resultou na criação do Segundo Triunvirato, uma ditadura de facto que repartiu a República entre Antônio, Otaviano e Lépido

Otaviano chegou em Roma em maio para reivindicar sua herança. Embora Antônio já tivesse consolidado seu apoio político, Otaviano ainda tinha chance de rivalizá-lo como o principal membro da facção cesariana. Os republicanos no senado enxergavam Antônio cada dia mais como um tirano. Além disso, ele já havia perdido o apoio dos muitos romanos e aliados de César quando foi contrário à elevação de César à divindade. Quando Antônio se recusou a entregar a vasta fortuna de César a ele, Otaviano se endividou profundamente para cumprir as doações do testamento de César para o povo romano e para seus veteranos e também para formar sua própria guarda de veteranos. Tudo isto lhe valeu o apoio dos simpatizantes de César, que esperavam utilizá-lo para eliminar Antônio. O senado — Cícero em particular — percebia em Antônio uma ameaça maior do que Otaviano. No verão de 44 a.C., Antônio já estava em posição difícil por causa de seus compromissos assumidos com os liberatores depois do assassinato de César. Ele poderia ou denunciá-los como assassinos, alienando o Senado, ou manter seu apoio aos acordos e arriscar ser visto como traidor do legado de César, reforçando a posição de Otaviano. Em ambos os casos, sua situação como governante de Roma se enfraqueceria. O historiador romano Dião Cássio relatou posteriormente que, enquanto Antônio, como cônsul reinante, ainda detinha uma vantagem relativa, a afeição geral do povo romano estava se voltando para Otaviano por ele ser o filho legal de César.
Apoiando a facção senatorial contra Antônio, Otaviano, em setembro de 44 a.C., encorajou o principal senador, Cícero, a atacar Antônio numa série de discursos que o retrataram como uma ameaça à ordem republicana. O risco de uma guerra civil entre Antônio e Otaviano cresceu conforme este continuava a recrutar os veteranos de César para o seu lado, com duas legiões inteiras desertando em novembro de 44 a.C.. Nesta época, Otaviano, um cidadão privado, não tinha autoridade alguma para comandar exércitos republicanos, o que fez de seu comando de facto ilegal. Com a opinião popular em Roma se voltando contra ele e com seu mandato consular para a acabar, Antônio tentou assegurar um comando militar favorável que lhe possibilitasse o comando de um exército para protegê-lo. O senado, como era habitual, nomeou Antônio e Dolabela para as províncias da Macedônia e Síria respectivamente a partir de 43 a.C.. Antônio, porém, foi contra, preferindo a Gália Cisalpina, que havia sido entregue a Décimo Júnio Bruto Albino, um dos assassinos de César. Quando Décimo se recusou a entregar sua província, Antônio marchou para o norte em dezembro de 44 a.C. com os soldados que ainda lhe eram leais numa tentativa de tomar a província à força, cercado Décimo em Mutina. O senado, liderado por um exasperado Cícero, denunciou as ações de Antônio e o declarou um fora-da-lei.
Ratificando o comando extraordinário de Otaviano em 1 de janeiro de 43 a.C., o senado despachou-o juntamente com os novos cônsules, Hírcio e Pansa para derrotar Antônio e suas cinco legiões, uma operação conhecida como Campanha de Mutina. Ele foi derrotado na Batalha de Mutina, em abril de 43 a.C., e forçado a se retirar para a Gália Transalpina. Os dois cônsules foram mortos, porém, deixando Otaviano como comandante único dos exércitos republicanos, um total de oito legiões.

### Segundo Triunvirato

#### Formando alianças
Com Antônio derrotado, o Senado, na esperança de eliminar Otaviano e a facção cesariana, entregou o comando das legiões republicanas a Décimo. Sexto Pompeu, filho do antigo rival de César, Pompeu Magno, recebeu o comando da frota republicana, que estava baseada na Sicília, enquanto Bruto e Cássio foram nomeados governadores da Macedônia e Síria respectivamente. Estas nomeações tinham por objetivo reavivar a "causa republicana". Porém, as oito legiões de Otaviano, compostas majoritariamente de veteranos de César, se recusaram a seguir os comandos de um dos assassinos de César, o que abriu espaço para que Otaviano mantivesse seu comando. Enquanto isto, Antônio recuperou sua posição juntando suas forças com as de Marco Emílio Lépido, que havia recebido o comando da Gália Narbonense e da Hispânia Citerior. Antônio enviou Lépido a Roma para tentar negociar uma conciliação. Embora fosse um ardente cesariano, Lépido mantinha relações amigáveis tanto com o senado quanto com Sexto Pompeu. Suas legiões, porém, logo desertaram para Antônio, o que lhe deu o controle sobre dezessete legiões, o maior exército no ocidente.

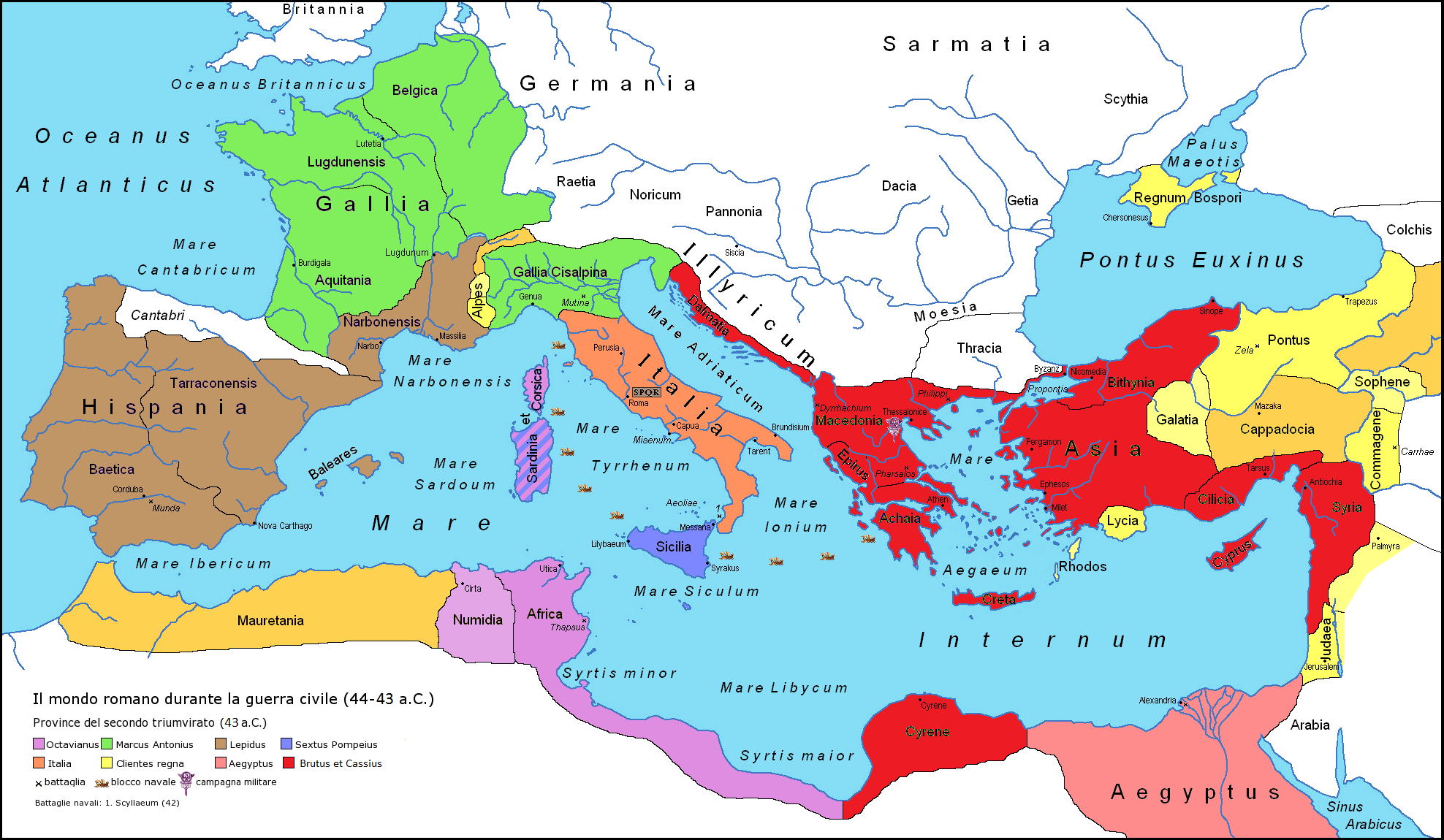
Mapa da República Romana em, logo depois da criação do Segundo Triunvirato:
Antônio
Lépido
Otaviano
triúnviros em conjunto
Sexto Pompeu
Liberatores
Reinos clientes de Roma
Egito ptolemaico

Já em meados de maio, Otaviano deu início às negociações secretas para formar uma aliança com Antônio para criar uma frente cesariana unida contra os liberatores. Ainda na Gália Cisalpina, Otaviano enviou emissários até Roma em julho de 43 a.C. exigindo que ele fosse nomeado cônsul pera substituir Hírcio e Pansa e que o decreto que declarou Antônio um inimigo público fosse repelido. Quando o senado recusou, Otaviano marchou para Roma com suas oito legiões e assumiu o controle da cidade em agosto de 43 a.C.. Otaviano se auto-proclamou cônsul, recompensou seus soldados e começou a processar os assassinos de César. Pela Lex Pedia, todos os conspiradores e Sexto Pompeu foram condenados in absentia e declarados inimigos públicos. Então, instigado por Lépido, Otaviano foi até a Gália Cisalpina para se encontrar com Antônio.
Em novembro de 43 a.C., Otaviano, Lépido e Antônio se encontraram perto de Bonônia. Depois de dois dias de discussões, os três concordaram em criar uma "ditadura de três pessoas" para governar a República pelos próximos cinco anos, conhecida em latim como "Triumviri Rei publicae Constituendae" e modernamente chamada de Segundo Triunvirato. Além disto, eles dividiram entre si o comando militar dos exércitos e províncias da República: Antônio recebeu a Gália, Lépido, a Hispânia, e Otaviano (como parceiro júnior), a África. O governo da Itália foi dividido entre eles. O triunvirato tinha como missão principal reconquistar o resto dos domínios da República: o Mediterrâneo oriental estava nas mãos de Bruto e Cássio e as ilhas do Mediterrâneo eram controladas por Sexto Pompeu. Em 27 de novembro de 43 a.C., o triunvirato foi formalmente estabelecido pela Lei Tícia e, para consolidá-lo, Otaviano casou-se com a enteada de Antônio, Clódia Pulcra.
O primeiro objetivo do triunvirato era vingar a morte de César e declarar guerra aos liberatores. Antes de marchar contra Bruto e Cássio no oriente, os triúnviros decidiram eliminar seus inimigos em Roma. Para isto, empregaram uma forma legal de assassinato em massa, a proscrição. Utilizada pela primeira vez pelo ditador Sula, em 82 a.C., que montou uma lista de inimigos políticos para expurgar de Roma qualquer oposição ao seu regime. Qualquer pessoas cujo nome aparecesse na lista perdia sua cidadania romana e toda a proteção da lei. Além disto, recompensas em dinheiro eram oferecidas a todos que dessem informações que levassem à morte de um proscrito e qualquer um que assassinasse um proscrito tinha direito de receber parte de seus bens (o restante ia para o estado). Ninguém podia herdar dinheiro ou terras de um proscrito e nenhuma mulher casada com um proscrito poderia se casar novamente depois de sua morte.
Assim como as proscrições de Sula anos antes, as do triunvirato produziram resultados letais: um terço do senado e dois mil equestres foram assassinados. Entre os mais famosos inimigos públicos condenados estava Cícero que foi executado em 7 de dezembro. Além das consequências políticas de eliminar a oposição, a proscrição também restaurou o tesouro estatal, que fora esvaziado durante a Guerra Civil de César na década anterior. A fortuna de um proscrito era confiscada pelo estado, fornecendo fundos que os triúnviros precisavam para pagar a iminente guerra contra Bruto e Cássio. Quando as receitas oriundas da venda das propriedades confiscadas se mostraram insuficientes para financiar a guerra, os triúnviros impuseram novos impostos, especialmente sobre os mais ricos. Em janeiro de 42 a.C., o período de proscrições terminou oficialmente. Apesar de ter durado apenas dois meses e ter sido muito menos sangrenta que as proscrições de Sula, o episódio traumatizou a sociedade romana. Para evitar serem mortos, diversos inimigos públicos fugiram, alguns para Sexto Pompeu, na Sicília, ou diretamente para os liberatores no oriente. Para conseguir legitimar seu próprio governo, todos os senadores que sobreviveram às proscrições receberam permissão para manterem suas posições se jurassem lealdade ao triunvirato. Além disto, para justificar sua guerra de vingança contra os assassinos de César, em 1 de janeiro de 42 a.C.", o triunvirato oficialmente deificou César como "Divino Júlio".

#### Guerra contra osliberatores
Por conta das disputas entre os próprios triúnviros em 43 a.C., Bruto e Cássio conseguiram assumir o controle de quase todos os territórios orientais de Roma, incluindo um grande exército. Antes que o Triunvirato cruzasse o Adriático para invadir a Grécia, onde os liberatores haviam estacionado suas forças, foi necessário lidar primeiro com a ameaça de Sexto Pompeu e sua frota. A partir de sua base na Sicília, Sexto atacava toda a costa italiana, bloqueando qualquer movimento marítimo dos triúnviros. O almirante e amigo de Otaviano, Quinto Salvidieno Rufo conseguiu impedir uma invasão terrestre de Sexto à península Itálica (em Régio), mas foi em seguida derrotado na batalha naval que se seguiu por causa da inexperiência de seus marujos. Apenas quando Antônio chegou com sua frota é que o bloqueio pode ser rompido. Apesar de ter perdido o controle do mar no Adriático, Sexto ainda controlava a Sicília, mas ele foi deixado em paz por que a prioridade dos triúnviros era a derrota dos liberatores.

Campanha que resultou na Batalha de Filipos, contra Bruto e Cássio, que encerrou a Guerra Civil dos Liberatores.

No verão de 42 a.C., Otaviano e Antônio cruzaram para a Macedônia para enfrentá-los com dezenove legiões, a quase totalidade de suas forças (aproximadamente 100 000 legionários na infantaria mais a cavalaria e algumas unidades auxiliares não regulares), deixando Roma sob a administração de Lépido. O exército dos liberatores também era formado por dezenove legiões, mas estas, porém, não lutavam com capacidade total enquanto que as de Antônio e Otaviano estavam em força total. Enquanto os triúnviros contavam com um número maior de legionários na infantaria, a cavalaria dos liberatores era maior. Estes, que tinham o controle da Macedônia, não queriam enfrentar os triúnviros numa batalha decisiva e preferiram se posicionar numa boa localização defensiva e passaram a utilizar a sua superioridade naval para bloquear as linhas de comunicação dos triúnviros com sua base de suprimentos na Itália. Eles tiveram a oportunidade ainda de passar os meses anteriores saqueando as cidades gregas para encherem seu tesouro e se reuniram na Trácia com as legiões das províncias orientais e tropas fornecidas pelos reinos clientes de Roma.
Bruto e Cássio estavam bem-posicionados num terreno elevado ao longo dos dois lados da Via Egnácia, a oeste da cidade de Filipos. A elevação sul era protegida por um pântano supostamente impenetrável enquanto a norte ladeava montanhas impassáveis. Os dois tiveram tempo mais do que suficiente para fortificarem suas posições com um fosso e uma paliçada. Bruto acampou ao norte e Cássio, ao sul da Via Egnácia. Antônio chegou rapidamente posicionou seu exército do lado sul enquanto Otaviano, que vinha atrás, ficou do lado norte. Antônio tentou provocar uma batalha diversas vezes, mas os liberatores não estavam dispostos a abandonar suas fortes posições defensivas. Por conta disto, Antônio tentou flanqueá-los secretamente atravessando o pântano ao sul, o que levou finalmente a uma batalha campal em 3 de outubro de 42 a.C.. Ele próprio foi o comandante supremo de todo o exército, pois Otaviano alegou estar doente naquele dia, assumindo pessoalmente a ala direita, de frente para Cássio. Por conta de sua saúde, Otaviano ficou no acampamento e quem assumiu o comando da ala esquerda, que enfrentou Bruto, foi um legado. Na batalha, conhecida como Primeira Batalha de Filipos, Antônio derrotou Cássio e capturou seu acampamento enquanto Bruto conseguiu o mesmo feito em relação ao acampamento de Otaviano, mas sem conseguir capturar o triúnviro adoentado. A batalha foi um empate técnico, mas, por estar mal-informado sobre a situação geral, Cássio, acreditando que a derrota havia sido total, se suicidou para não ser capturado.
Bruto assumiu o comando de todo o exército republicano e preferia uma guerra de exaustão em vez do conflito aberto. Seus oficiais, porém, ficaram insatisfeitos com estas táticas claramente defensivas e os veteranos de César ameaçaram desertar, forçando Bruto a lutar uma Segunda Batalha de Filipos, em 23 de outubro. Apesar da batalha ter começado de maneira equilibrada, a habilidade e liderança de Antônio foram determinantes para uma derrota completa das forças de Bruto, que se matou no dia seguinte, liberando seu exército para se juntar ao dos triúnviros. Mais de 50 000 romanos morreram nos dois combates. Antônio tratou os derrotados de forma branda, mas Otaviano, que esteve sob risco de ser capturado, foi muito mais cruel e chegou a decapitar o cadáver de Bruto.
As batalhas de Filipos encerraram definitivamente a guerra civil em favor da facção cesariana. Com a derrota dos liberatores, apenas Sexto Pompeu e sua frota ainda desafiavam o poder absoluto dos triúnviros sobre a já quase morta República Romana.

## Mestre do oriente

### Divisão da República

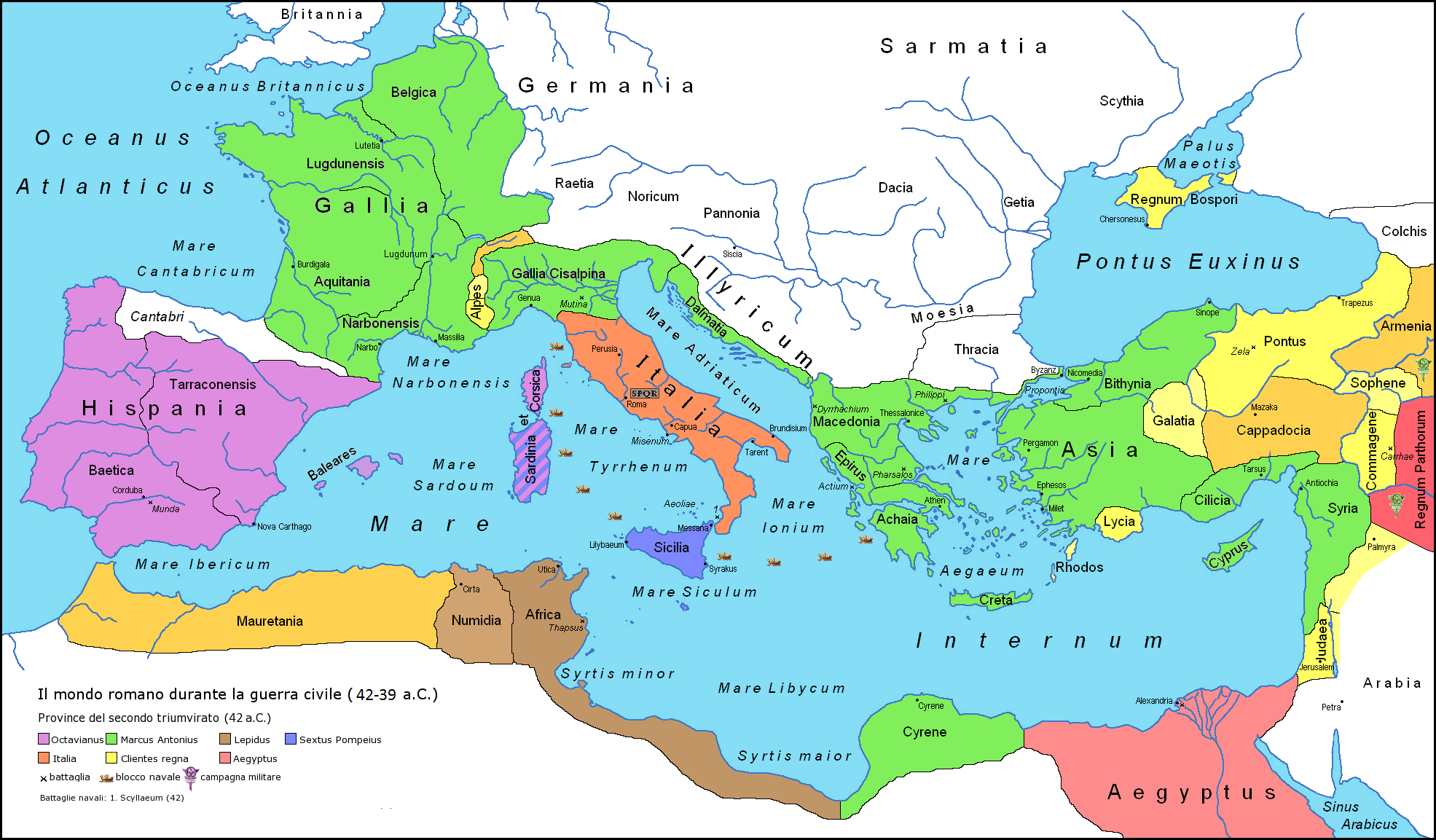
Mapa da República Romana em, logo depois da Batalha de Filipos:
Antônio
Lépido
Otaviano
Triúnviros coletivamente
Sexto Pompeu
Império Parta
Reinos clientes de Roma
Egito ptolemaico

A vitória em Filipos deixou os membros do Triunvirato como mestres da República, com exceção da Sicília, ainda dominada por Sexto Pompeu. Ao retornar a Roma, os triúnviros redistribuíram as províncias entre si, com Antônio claramente em posição dominante. Ele recebeu a porção maior, governando todas as províncias orientais e mantendo ainda o controle da Gália no ocidente. A posição de Otaviano melhorou, pois ele recebeu a Hispânia, que foi tomada de Lépido, que ficou apenas com África e assumiu, claramente, um papel menos importante entre os triúnviros. O comando da Itália permaneceu dividido entre os três, mas Otaviano recebeu a difícil e impopular tarefa de desmobilizar os veteranos e prover a cada um deles com terras públicas. Antônio assumiu pessoalmente o comando no oriente e colocou um legado no comando da Gália. Durante sua ausência, diversos de seus principais aliados ocuparam postos chave em Roma para proteger seus interesses.
O oriente necessitava urgentemente de uma reorganização depois do período de governo dos liberatores nos anos anteriores. Além disso, Roma lutava contra o Império Parta pelo controle do Oriente Próximo. A ameaça parta ao governo do Triunvirato era iminente pois eles eram aliados dos liberatores na recém-encerrada guerra civil, fornecendo inclusive tropas em Filipos. Como mestre do oriente, Antônio também assumiu a responsabilidade de supervisionar a invasão da Pártia planejada por Júlio César para vingar a humilhante derrota do triúnviro Crasso na Batalha de Carras em 53 a.C..
Em 42 a.C., o oriente romano estava dividido em diversas províncias diretamente controlas por Roma e muitos reinos clientes. Entre as províncias estavam Macedônia, Ásia, Bitínia, Cilícia, Chipre, Síria e Creta e Cirenaica. Aproximadamente metade do território oriental estava sob o controle de reinos clientes, nominalmente independentes, mas sujeitos às interferências romanas. Entre eles o Reino Odríssio, na Trácia, o Reino do Bósforo ao longo da costa do Mar Negro, os reinos da Galácia, Capadócia e Reino da Armênia, além de vários outros menores, na Ásia Menor, os reinos de Judeia, Comagena e Nabateu no Levante, e, finalmente, o Egito ptolemaico na África.

### Atividades no oriente
Antônio passou o inverno de 42 a.C. em Atenas, a partir de onde governou, de forma generosa, as cidades. Um fileleno ("amante das coisas gregas"), Antônio apoiava a cultura grega para conseguir a lealdade dos habitantes do oriente grego. Participava de festivais e cerimônias religiosas, incluindo a iniciação nos mistérios de Elêusis, uma religião de mistério dedicada ao culto das deusas Deméter e Perséfone. A partir de 41 a.C., Antônio atravessou o mar Egeu até a Anatólia, deixando seu amigo Lúcio Márcio Censorino governando a Macedônia e a Acaia. Ao chegar em Éfeso, a capital da Ásia, Antônio foi adorado como o deus Dioniso renascido. Ele exigiu pesados impostos das cidades helênicas em troca de suas políticas pró-gregas, mas isentou as cidades que permaneceram leais a César durante a guerra civil e compensou aquelas que sofreram durante a guerra contra os liberatores, incluindo a ilha de Rodes, Lícia e Tarso. Antônio perdoou todos os nobres romanos que viviam no oriente e que haviam apoiado a causa republicana, com exceção dos liberatores.

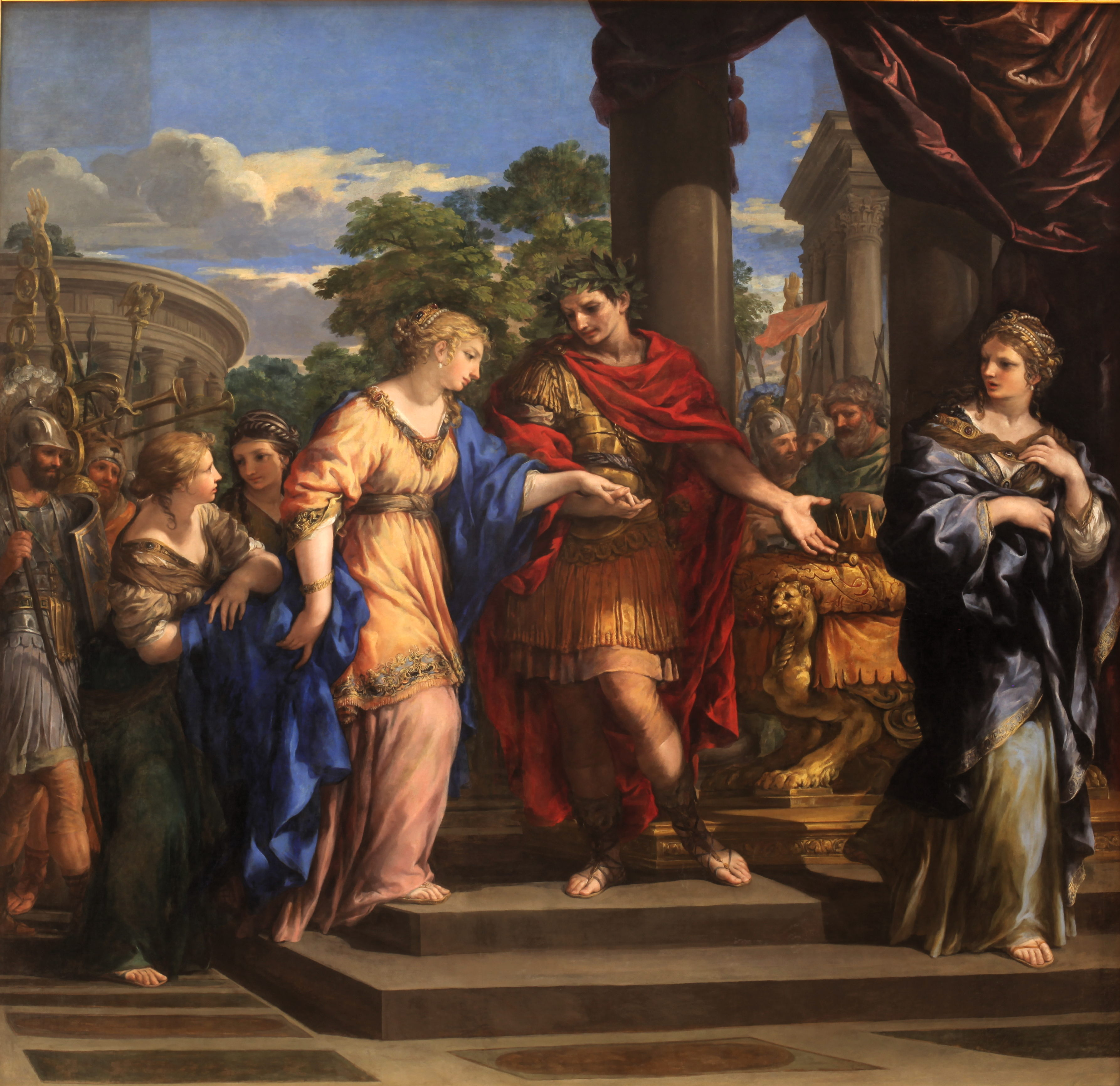
Júlio César oferece o trono do Egito ptolemaico a Cleópatra, sua amante. Mais tarde, ela seria a quinta esposa de Antônio e mãe de três de seus filhos.
1637. Por Pietro de Cortona, no Musée des beaux-arts de Lyon, França

Governando a partir de Éfeso, Antônio consolidou a hegemonia romana no oriente, recebendo enviados de todos os reinos clientes e intervindo sempre que possível em seus assuntos dinásticos, extorquindo exorbitantes "presentes" pecuniários no processo. Embora o rei Deiotaro da Galácia tenha sido aliado de Bruto e Cássio depois do assassinato de César, Antônio permitiu que ele mantivesse sua coroa. Ele também confirmou Ariarates X como rei da Capadócia depois da execução de seu irmão, Ariobarzanes III, por Cássio antes da Batalha de Filipos. No Reino da Judeia, diversas delegações judaicas reclamaram a Antônio sobre o duro reinado de Fasael e Herodes, os filhos de Antípatro, o Idumeu, o sumo sacerdote judaico assassinado por Roma. Depois que Herodes tê-lo presenteado com uma grandiosa quantia em dinheiro, Antônio confirmou os dois em suas posições. Antônio também inciou um caso amoroso com Glafira, a viúva de Arquelau, o Velho, que havia servido como sumo sacerdote e monarca do estado religioso de Comana, na Capadócia. Por influência dela, Antônio instalou o filho dele com ela, Arquelau, o Jovem, como rei da Capadócia depois de executar Ariarates X por deslealdade.
Em outubro de 41 a.C., Antônio convocou o principal vassalo romano no oriente, a rainha do Egito, Cleópatra, até Tarso, na Cilícia. Ele já havia se encontrado com a jovem Cleópatra em sua campanha no Egito em 55 a.C. e, novamente, em 48 a.C., quando César apoiou sua reivindicação ao trono do Egito contra sua meia-irmã, Arsínoe IV. Cleópatra teve um filho de César, Cesarião, no ano seguinte e os dois viveram em Roma como convidados de César até seu assassinato em 44 a.C.. Os dois retornaram ao Egito logo depois e ela elevou-o a corregente do Egito. Em 42, o Triunvirato, em reconhecimento à ajuda de Cleópatra a Públio Cornélio Dolabela contra os liberatores, reconheceram oficialmente Cesarião como rei do Egito. Chegando em Tauro a bordo de sua magnífica nau capitânea, Cleópatra convidou Antônio para um grandioso banquete para solidificar a aliança entre Roma e o Egito. Justamente por seu poder no oriente, o Egito era um aliado importante na iminente guerra contra os partas. A pedido de Cleópatra, Antônio ordenou a execução de Arsínoe, que, mesmo tendo marchado com César em seu triunfo de 46 a.C., recebeu santuário no Templo de Ártemis em Éfeso. Antônio e Cleópatra passaram o inverno de 41 a.C. juntos em Alexandria. Apesar de seu casamento com Fúlvia, Antônio teve um casal de gêmeos com Cleópatra em 40 a.C.: Alexandre Hélio e Cleópatra Selene II. Antônio também entregou formalmente o controle de Chipre, que já estava sob controle de facto egípcio desde 47 a.C., durante o caos provocado pela guerra civil, a Cleópatra no mesmo ano como presente por sua lealdade a Roma.
Antônio, em seus primeiros meses no oriente, levantou dinheiro, reorganizou suas tropas e assegurou a aliança de todos os reinos clientes de Roma. Ele também promoveu a sua imagem como um governante helenístico, o que lhe valeu a afeição dos povos gregos do oriente, mas também o deixou exposto aos ataque de Otaviano em Roma. De acordo com alguns autores antigos, Antônio levava uma vida luxuosa e despreocupada em Alexandria. Ao saber que o Império Parta havia invadido território romano, no início de 40 a.C., Antônio deixou o Egito e seguiu para a Síria para enfrentar a invasão. Porém, depois de permanecer por um breve período em Tiro, acabou sendo forçado a navegar de volta para a Itália com seu exército para a Itália para enfrentar Otaviano, que lutava a Campanha de Perúsia contra Fúlvia e Lúcio Antônio, esposa e irmão de Antônio.

### Guerra civil de Fúlvia
Depois da derrota de Bruto e Cássio, enquanto Antônio ainda estava ocupado no oriente, Otaviano era a autoridade maior no ocidente. A principal responsabilidade de Otaviano era distribuir terras para dezenas de milhares de veteranos de César que lutaram pelo Triunvirato. Adicionalmente, dezenas de milhares de veteranos que lutaram pela causa republicana durante a guerra também exigiam concessões de terras. A ação era importante para evitar que estes veteranos passassem a dar apoio a adversários políticos do Triunvirato. Porém, os triúnviros não tinham terras públicas suficientes para entregar aos veteranos, o que deixou Otaviano com duas escolhas possíveis: alienar muitos cidadãos romanos confiscando suas terras ou alienar muitos soldados romanos que poderiam apoiar uma revolta militar contra o Triunvirato. Otaviano escolheu a primeira alternativa. Até dezoito cidades romanas por toda a Itália foram afetadas pelos confiscos de 41 a.C., com populações inteiras sendo expulsas de suas terras.
Liderados por Fúlvia, a esposa de Antônio, os senadores foram ficando cada dia mais hostis em relação a Otaviano por causa dos confiscos. Segundo Dião Cássio, Fúlvia era a mulher mais poderosa de Roma na época e, durante o mandato de Públio Servílio Vácia e Lúcio Antônio como cônsules em 41 a.C., o poder real estava nas mãos de Fúlvia. Como sogra de Otaviano e esposa de Antônio, nada se fazia no senado sem seu apoio. Temendo que as concessões de terras de Otaviano pudessem atrair a lealdade dos veteranos, fieis a Antônio, Fúlvia viajava constantemente com seus filhos para os novos assentamentos de veteranos para lembrar-lhes da dívida que tinham para com Antônio. Ela também tentou atrasar a criação dos assentamentos até a volta de Antônio a Roma para que ele pudesse receber o crédito. Com a ajuda do irmão de Antônio, Lúcio Antônio, Fúlvia incitou o senado a se contrapor às medidas agrárias de Otaviano.

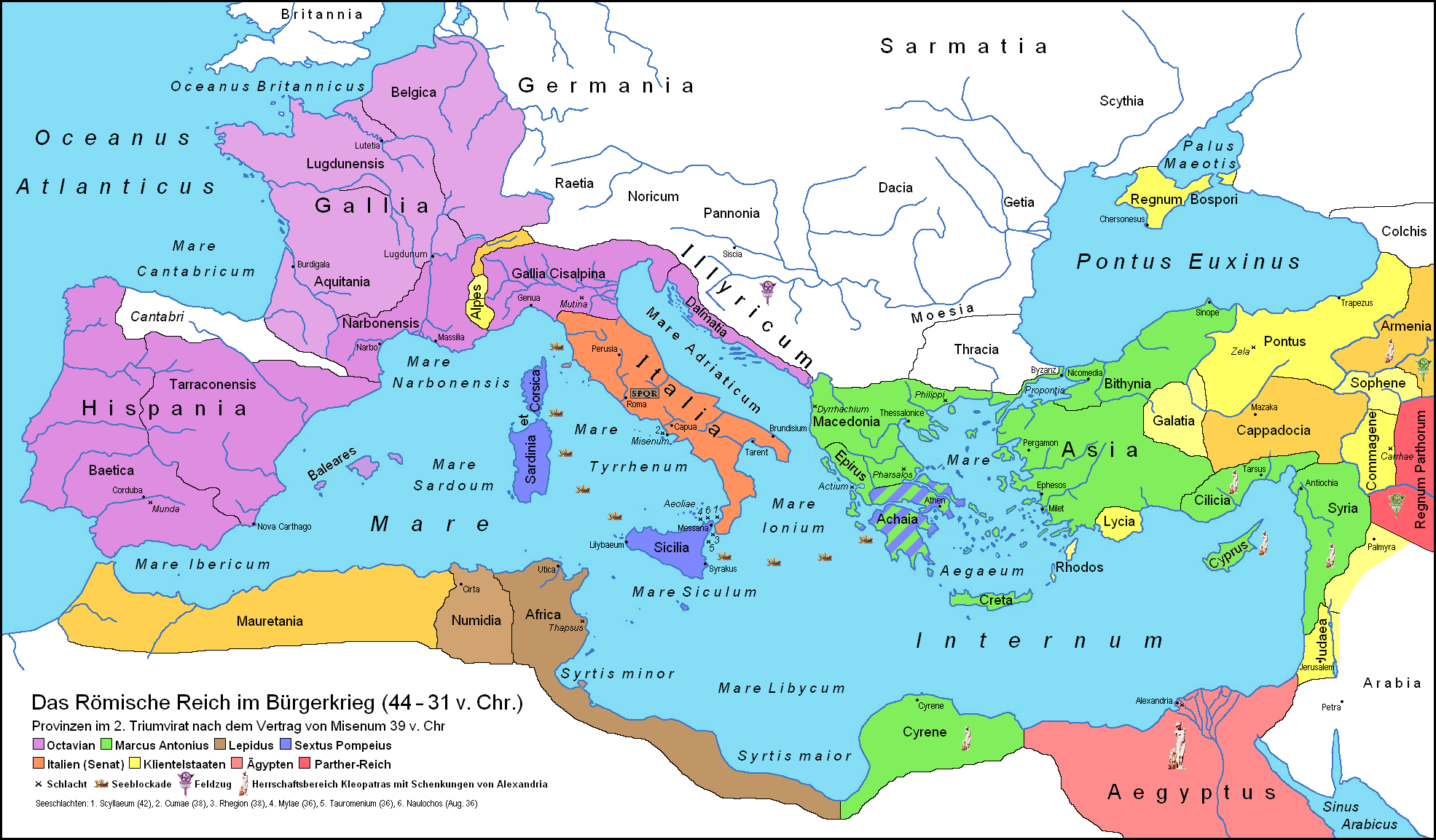
Mapa da República Romana em, depois dos tratados de Brundísio e Miseno:
Antônio
Lépido
Otaviano
Triúnviros coletivamente
Sexto Pompeu
Império Parta
Reinos clientes de Roma
Egito Ptolemaico

O conflito entre Otaviano e Fúlvia resultou num grande distúrbio político e social por toda a Itália. As tensões aumentaram até resultar em uma guerra conflagrada quando Otaviano se divorciou de Clódia Pulcra, a filha de Fúlvia com seu primeiro marido, Públio Clódio Pulcro. Furiosa, Fúlvia, com o apoio de Lúcio, reuniu um exército para lutar pelos direitos de Antônio contra Otaviano. Segundo o historiador Apiano, a razão principal para a guerra foi o ciúme de Fúlvia por causa do caso de Antônio com Cleópatra no Egito e o desejo de atraí-lo, por causa da guerra, de volta para Roma. Lúcio e Fúlvia arriscaram-se política e marcialmente ao se declararem contra Otaviano e Lépido, pois o exército romano ainda dependia exclusivamente dos triúnviros para receber seus salários. Os dois, com seu novo exército, marcharam até Roma e prometeram ao povo que o triunvirato seria extinto e que Antônio governaria sozinho. Porém, quando Otaviano chegou na capital com seu próprio exército, o par foi forçado a recuar até Perúsia (moderna Perúgia), na Etrúria. Otaviano imediatamente cercou a cidade enquanto Lúcio esperava pela chegada das legiões de Antônio na Gália para ir ajudar. Ainda no oriente e envergonhado pelos atos de Fúlvia, Antônio não deu ordem alguma às suas legiões. Sem reforços, Lúcio e Fúlvia foram forçados a se render em fevereiro de 40 a.C.. Apesar de Otaviano ter perdoado Lúcio pelo papel na guerra, chegando até mesmo a oferecer-lhe um comando na Hispânia como seu principal legado na região, Fúlvia foi forçada a fugir para a Grécia com seus filhos. Com a guerra encerrada, Otaviano ficou com o controle completo sobre toda a Itália. Quando o governador da Gália de Antônio morreu, Otaviano se apossou de suas três legiões na região, consolidando seu controle completo no ocidente.
Apesar da invasão parta dos territórios orientais da República, a guerra civil de Fúlvia forçou Antônio a deixar o oriente e seguir para Roma para assegurar sua posição. Encontrando-a em Atenas, Antônio repreendeu Fúlvia por seus atos antes de partir para a Itália para enfrentar Otaviano, cercando Brundísio. Porém, este novo conflito se revelou insustentável tanto por Otaviano quanto por Antônio. Seus centuriões, que haviam se tornado politicamente importantes, se recusaram a lutar entre si por que ambos os lados haviam servido sob César. Neste ínterim, Fúlvia faleceu em Sicião de uma desconhecida enfermidade repentina. Com a morte dela e o motim das tropas tiveram, nos triúnviros, o efeito de forçar uma reconciliação através de um novo acordo de distribuição de poder em setembro de 40 a.C.. O mundo romano foi re-dividido, com Antônio recebendo as províncias orientais e Otaviano, as ocidentais. Lépido continuou no comando na África. Este acordo, conhecido como Tratado de Brundísio, reforçou o Segundo Triunvirato e permitiu que Antônio começasse a preparar de fato a tão esperada campanha contra os partas. Como símbolo da renovada amizade, Antônio casou-se com Otávia, a Jovem, irmã de Otaviano, em outubro de 41 a.C..

### Campanha parta de Marco Antônio

#### Relações romano-partas
A ascensão do Império Parta no século III a.C. e a expansão de Roma na direção do Mediterrâneo oriental no século II a.C. colocaram as duas potências em contato direito, o início de séculos de relações tumultuadas e tensas. Apesar de períodos paz terem levado ao desenvolvimento de trocas comerciais e culturais, a guerra era uma constante ameaça. A influência sobre o estado-tampão do Reino da Armênia, localizado no nordeste da Síria, era geralmente o ponto de conflito. Em 95 a.C., o xá arsácida Mitrídates II, instalou Tigranes, o Grande, como rei cliente na Armênia. Tigranes participaria das três Guerras Mitridáticas contra Roma antes de ser definitivamente derrotado por Pompeu em 66 a.C.. Daí em diante, com seu filho Artavasdes II hospedado em Roma como refém, Tigranes reinaria a Armênia como aliado de Roma até sua morte em 55 a.C.. Artavasdes II foi imediatamente instalado como rei e manteve a influência de Roma sobre a Armênia.
Em 53 a.C., o governador da Síria, Marco Licínio Crasso, liderou uma expedição atravessando o Eufrates invadindo o território parta para enfrentar o xá Orodes II. Artavasdes II ofereceu a Crasso um contingente de quase 40 000 tropas para ajudar na expedição parte com a condição de Crasso invadiria através da Armênia. Crasso se recusou e escolheu uma rota mais direta (e mais perigosa), através do Eufrates, uma escolha que se mostrou desastrosa quando seu exército foi completamente aniquilado na Batalha de Carras por uma força parta numericamente inferior. A derrota de Crasso forçou a Armênia a mudar de lado, passando a apoiar o Império Parta, um acordo selado com o casamento da irmã de Artavasdes II com o filho e herdeiro de Orodes, Pácoro I.

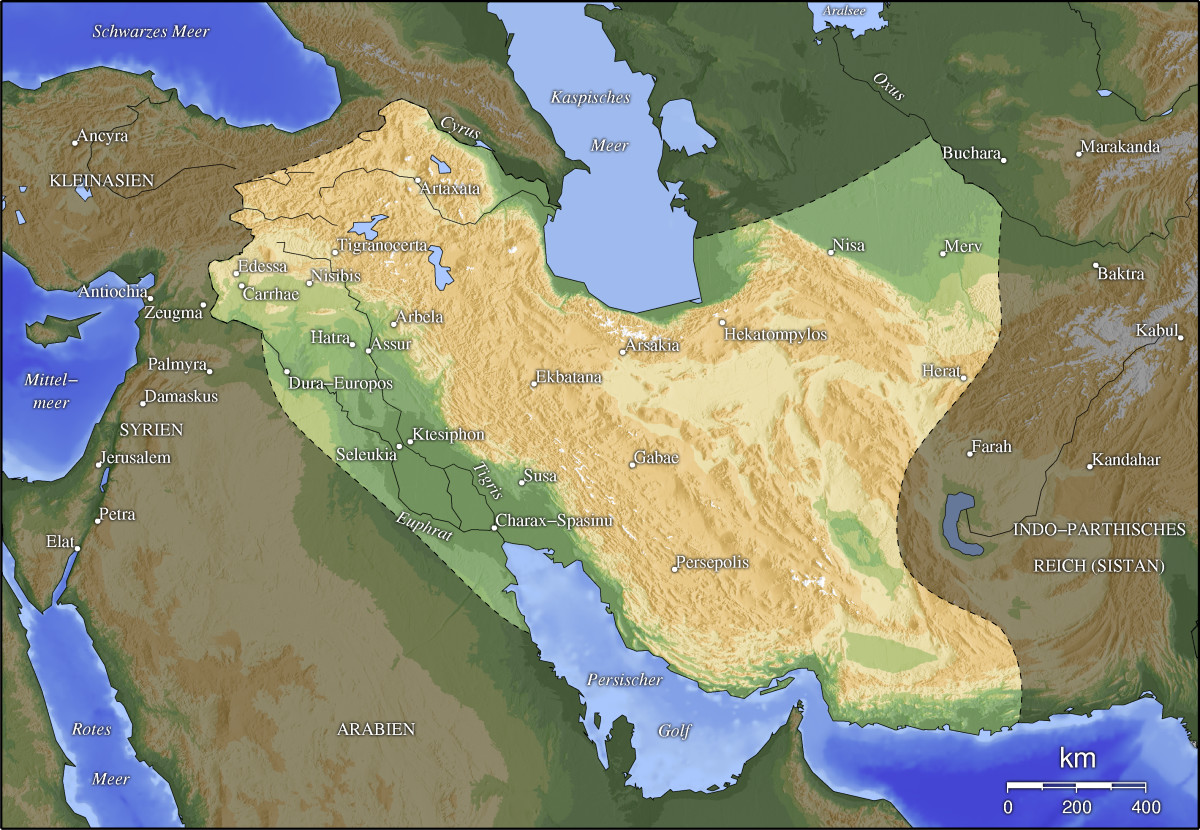
Império Parta por volta de

No início de 44 a.C., Júlio César anunciou sua intenção de invadir o Império Parta e restaurar o domínio romano no oriente. Ele queria especialmente punir os partas por terem apoiado Pompeu na recente guerra civil, vingar a derrota de Crasso em Carras e, especialmente, igualar a glória de Alexandre, o Grande, que conquistou o Império Persa, antecessor do Império Parta. Antes que pudesse iniciar sua campanha, porém, César foi assassinado. Como parte do acordo entre Antônio e os republicanos para restaurar a ordem depois do assassinato de César, Públio Cornélio Dolabela recebeu o governo da Síria e o comando sobre a planejada campanha parta. O acordo não durou muito, porém, e os republicanos foram forçados a fugir para o oriente. Eles ordenaram que Quinto Labieno atraíssem os partas para o seu lado na guerra civil. Depois que os republicados foram derrotados na Batalha de Filipos, Labieno se juntou aos partas. Apesar do caos instalado em Roma, os partas não se aproveitaram imediatamente os benefícios de um vácuo de poder no oriente por conta da relutância de Orodes II.
No verão de 41 a.C., Antônio, para reafirmar o poder romano no oriente, conquistando Palmira, na fronteira romano-parta. Antônio então passou o inverno de 41 a.C. em Alexandria com Cleópatra, deixando apenas duas legiões para defender a fronteira síria contra as incursões partas. Estas legiões, porém, eram compostas por antigas tropas republicanas e Quinto Labieno convenceu Orodes II a invadir.

#### Invasão parta
Um exército parta, liderado pelo primogênito de Pácoro I, invadiu a Síria romana no início da década de 40 a.C.. Quinto Labieno, o aliado republicano de Bruto e Cássio estava com ele como conselheiro e para tentar alistar para a causa parta os soldados republicanos que ainda estavam na região e conseguiu atrair muitos deles para lutar contra Antônio. A força conjunta de partas e romanos, depois de um sucesso inicial na Síria, separou-se em duas campanhas distintas: Pácoro marchou para o sul, na direção da Reino da Judeia enquanto Labieno cruzou os montes Tauro ao norte e invadiu a Cilícia romana, conquistando o sul da Anatólia sem muita resistência. O governador da Ásia, Lúcio Munácio Planco, um aliado de Antônio, foi forçado a abandonar sua província, o que permitiu que Labieno recrutasse os soldados republicanos da região sem ser importunado. Pácoro, enquanto isso, invadiu a Fenícia e a Síria Palestina. Na Judeia, o príncipe exilado Antígono se juntou aos partas. Quando o irmão dele, o rei cliente de Roma Hircano II, se recusou a aceitar o domínio parta, foi deposto e substituído por Antígono, que se tornou um rei cliente do Império Parta. A conquista de Pácoro colocou sob seu comando muito da Síria e o interior da Palestina, com grandes faixas da costa Fenícia também conquistadas. A cidade de Tiro permaneceu como o último grande entreposto comercial europeu na região.
Antônio, que estava no Egito com Cleópatra, não respondeu imediatamente à invasão parta. Embora ele tenha partido de Alexandria para Tiro no início da década de 40 a.C., quando soube da guerra civil entre sua esposa e Otaviano, acabou sendo forçado a retornar para a Itália com seu exército para assegurar sua posição em Roma, deixando os partas para um segundo momento. Para o oriente, Antônio enviou seu legado Públio Ventídio Basso para chegar o avanço parta. Chegando ao Egito na primavera de 39 a.C., Ventídio surpreendeu Labieno perto dos montes Tauro e conseguiu uma vitória na Batalha das Portas da Cilícia. Ventídio ordenou que Labieno fosse executado como traidor e os soldados, até então em revolta, foram reincorporados a serviço de Marco Antônio. Em seguida, Basso encontrou um exército parta na fronteira entre a Cilícia e a Sírio e derrotou-o e matando uma grande quantidade de inimigos na Batalha do Passo Amano. As ações de Ventídio interromperam temporariamente o avanço parta e recuperaram o controle romano no oriente, forçando Pácoro a abandonar suas conquistas e retornar para a Pártia.
Na primavera de 38 a.C., os partas reiniciaram a ofensiva enquanto Pácoro liderava seu exército através do Eufrates. Ventídio, tentando ganhar tempo, vazou informações incorretas a Pácoro fazendo-o crer que a travessia do rio seria feita pelo vau habitual. Pácoro não confiava na informação e decidiu cruzar e decidiu cruzar o rio muito mais para baixo segundo o curso do rio. Era exatamente o que Ventídio desejava, o que lhe deu tempo suficiente para rearranjar suas forças. Os partas não encontraram resistência e seguiram para a cidade de Gíndaro, na Cirréstica, onde o exército de Ventídio o esperava com seu exército. Na Batalha do Monte Gindaro (ou "Batalha de Cirréstica"), Ventídio infligiu uma devastadora derrota sobre os partas e conseguiu matar Pácoro. No plano geral, os romanos conquistaram uma vitória completa depois de três sucessivas vitórias de Ventídio, forçando os partas de volta para a outra margem do Eufrates. A morte de Pácoro legou o Império Parta ao caos. O xá Orodes II, sobrepujado pela dor da perda de seu filho, nomeou seu filho mais novo, Fraates IV, como sucessor e herdeiro. Porém, ele assassinou Orodes II no final de 38 a.C. e sucedeu-o imediatamente.

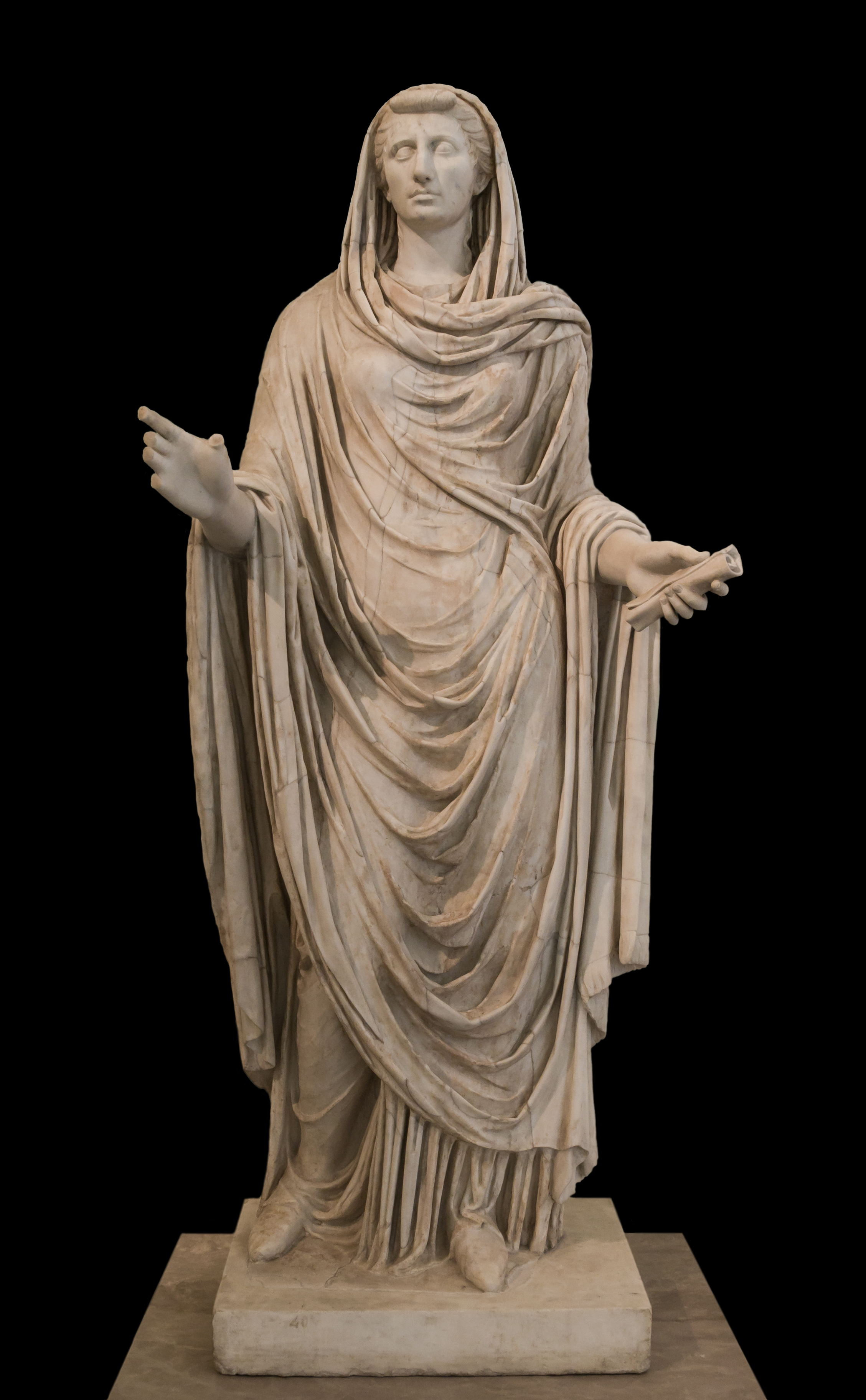
Otávia, irmã de Otaviano e sua terceira esposa, com quem se casou por volta de e com quem teve duas filhas, Antônia Maior e Antônia Menor

Ventídio temia pela fúria e ciúme de Antônio se ele invadisse o território parta e lhe roubasse a glória, por isso ele preferiu atacar e subjugar os reinos orientais menores que haviam se revoltado contra Roma depois da derrota em Carras. Um deles foi o rei Antíoco I de Comagena, que foi cercado em Samósata. Ele tentou firmar uma paz com Ventídio, que pediu que ele tratasse diretamente com Antônio. Depois que a paz foi acertada, Antônio enviou Ventídio de volta para Roma para celebrar um triunfo, o primeiro celebrado sobre os partas.

#### Conflito com Sexto
Enquanto Antônio e os demais triúnviros ratificavam o Tratado de Brundísio para redividir o mundo romano entre eles, a revolta do general Sexto Pompeu, o filho do rival de César, Pompeu Magno, continuava sem ser importunada. A partir de sua base na Sicília, Sexto continuou suas atividades de pirataria ao longo da costa da Itália, interrompendo o suprimento de cereais para Roma. A falta de comida fez com que o povo culpasse os triúnviros e alterasse sua simpatia em favor dele. Esta pressão forçou os triúnviros a lidarem com Sexto no início de 39 a.C..
Enquanto Otaviano defendia interromper o bloqueio da Itália, Antônio queria pacificar o ocidente para liberar as legiões do triunvirato para sua planejada campanha contra os partas. Embora os triúnviros tenham rejeitado a exigência inicial de Sexto de colocá-lo como terceiro homem no grupo no lugar de Lépido, eles concordaram com uma série de concessões. Sob os termos do Tratado de Miseno, Sexto manteve seu controle sobre a Sicília e a Sardenha, e recebeu as províncias da Córsega e da Acaia. Foi-lhe também prometida uma posição no Colégio dos Áugures e o consulado de 35 a.C.. Em troca, Sexto encerrou o bloqueio naval da Itália, passou a suprir os cereais para Roma normalmente e encerrou as atividades piratas em navios mercantes romanos. Porém, a mais importante provisão do tratado foi o fim da proscrição, que os triúnviros iniciaram no final de 43 a.C.. Muitos dos senadores proscritos, em vez de enfrentarem a morte, fugiram para a Sicília buscando a proteção de Sexto. Com a exceção dos que eram diretamente responsáveis pelo assassinato de César, todos os proscritos receberam permissão para voltar para Roma e uma promessa de que seriam compensados. Este ato fez com que Sexto perdesse muitos aliados valiosos, pois senadores antes exilados gradualmente foram se alinhando às causas de Otaviano ou Antônio. Para assegurar a paz, Otaviano prometeu em casamento seu sobrinho de apenas três anos de idade e enteado de Antônio, Marco Cláudio Marcelo, à filha de Sexto, Pompeia. Com a paz no ocidente assegurada, Antônio voltou sua atenção para sua campanha punitiva contra os partas, que incluía uma invasão. Em acordo com Otaviano, Antônio iria precisar de legiões extras para esta campanha. Com este objetivo militar em mente, Antônio partiu para a Grécia com sua esposa, Otávia, a irmã de Otaviano, onde passou a se comportar de maneira extravagante, assumindo muitos atributos do deus grego Dioniso em 39 a.C..
A paz com Sexto foi, porém, de curta duração. Quando ele exigiu o controle sobre a Acaia como estava acordado, Antônio exigiu que as receitas tributárias da província fossem utilizadas para custear sua campanha parta. Sexto obviamente se recusou. Enquanto isso, o almirante de Sexto, Menas o traiu, passando para o lado de Otaviano e, desta forma, entregando ao triúnviro o controle sobre a Córsega e a Sardenha, três das seis legiões de Sexto e uma grande marinha. Estes episódios levaram Sexto a reiniciar o bloqueio da Itália, impedindo Otaviano de enviar as prometidas tropas para a campanha de Antônio. Este novo atraso fez com que Antônio discutisse com Otaviano, forçando Otávia a mediar uma trégua entre os dois. Sob os termos do Tratado de Tarento, Antônio proveria uma grande força naval para que Otaviano pudesse utilizar contra Sexto e receberia em troca novas legiões que seriam arregimentadas por Otaviano. Como o mandato dos triúnviros estava determinado para terminar no final de 38 a.C., os dois unilateralmente estenderam-no por mais cinco anos, até 33 a.C., sem buscar autorização nem do senado e nem das assembleias populares. Para selar o tratado, o filho mais velho de Antônio, Marco Antônio Antilo, com apenas seis anos, foi prometido em casamento à única filha de Otaviano, Júlia, que também era apenas uma criança. Com o tratado assinado, Antônio retornou para o oriente, deixando Otávia na Itália.

#### Reconquista da Judeia
Com Públio Ventídio Basso de volta a Roma em triunfo por sua campanha defensiva contra os partas, Antônio nomeou Caio Sósio como novo governador da Síria e da Cilícia no início de 38 a.C.. Antônio, ainda no ocidente negociando com Otaviano, ordenou que Sósio depusesse Antígono II, que havia sido instalado na recente invasão parta como monarca do Reino da Judeia e que colocasse Herodes, o Grande como novo rei cliente de Roma no seu lugar. Anos antes, em 40 a.C., o senado romano já havia proclamado Herodes "rei dos judeus" pelo seu leal apoio a Hircano II, o rei cliente romano anterior à invasão parta, e era de uma família com relações de longa data com Roma. Os romanos esperavam utilizar Herodes como um bastião contra os partas na iminente campanha.

Mapa do Reino da Judeia, conquistada pelo legado de Antônio, Casio Sósio, e devolvida a Herodes, o Grande, aliado de Roma até sua morte em

Avançando para o sul, Sósio capturou a cidade-ilha de Aradus (moderna Arwad), na costa da Fenícia, no final de 38 a.C.. No ano seguinte, os romanos cercaram Jerusalém. Depois de um cerco de 40 dias, os romanos atacaram a cidade e, apesar dos insistentes pedidos de Herodes por continência, os romanos não tiveram piedade, saqueando e matando todos em seu caminho, o que fez com que Herodes reclamasse a Antônio. Herodes finalmente recorreu ao suborno para conter Sósio e suas tropas para que não se transformasse num "rei de um deserto", nas palavras de Flávio Josefo. Antígono foi forçado a se render para Sósio e foi enviado a Antônio para participar de sua procissão triunfal em Roma. Herodes, porém, temendo que Antígono pudesse convencer novamente os romanos, subornou Antônio para que ele fosse executado. Este, por sua vez, reconhecendo que Antígono permaneceria para sempre como uma ameaça para Herodes, ordenou que ele fosse decapitado em Antioquia. Seguro em seu trono, Herodes reinaria sobre seu Reino Herodiano até sua morte em 4 a.C., um fiel rei cliente de Roma.

#### Campanha parta
Com o mandato dos triúnviros renovado, em 38 a.C., Antônio retornou para Atenas no inverno com sua nova esposa, Otávia, a irmã de Otaviano. Com o assassinato do xá parta Orodes II pelo seu filho e herdeiro, Fraates IV, que tomou-lhe o trono, no final do mesmo ano, Antônio se preparou para invadir o Império Parta.
Porém, ele percebeu que Otaviano não tinha intenção alguma de enviar-lhe as legiões adicionais que lhe foram prometidas sob os termos do Tratado de Tarento. Para reforçar seus próprios exércitos, Antônio então se voltou para o principal monarca vassalo de Roma no oriente, sua amante Cleópatra. Além de importantes recursos financeiros, o apoio de Cleópatra à sua campanha parta permitiu que Antônio dispusesse do maior exército já reunido no oriente. Invernando em Antioquia em 37 a.C., o exército combinado de Antônio e Cleópatra contava com mais de 200 000 soldados, incluindo dezesseis legiões (aproximadamente 160 000 legionários) e mais de 40 000 auxiliares. Esta força era duas vezes maior que o exército de Marco Licínio Crasso utilizado em sua fracassada campanha em 53 a.C. e três vezes que o de Lúculo e Sula durante as Guerras Mitridáticas. O tamanho do exército demonstrava a firme intenção de Antônio de conquistar o Império Parta ou, pelo menos, de conseguir subjugá-lo conquistando sua capital, Ecbátana. A retaguarda de Antônio estava protegida pelas forças dos reinos clientes romanos na Anatólia, Síria e Judeia, ao passo que os reinos clientes da Capadócia, Ponto e Comagena formariam uma linha de suprimentos ao longo da marcha.
Depois de reunir um grande exército, estimado em cerca de 100 000 homens, incluindo 60 000 legionários, 10 000 cavaleiros, principalmente formado por hispanos e gauleses e 30 000 auxiliares fornecidos pelos reis clientes orientais.
Marco Antônio então deu início a seu plano de invadir o território parta, não diretamente através da Mesopotâmia, mas sim através da Reino da Armênia, seguindo o Eufrates e passando por Arzena, submetendo-a e obrigando o rei armênio Artavasdes II a ajudá-lo. A Armênia havia sido aliada de Roma desde a derrota de Tigranes, o Grande, por Pompeu Magno, em 66 a.C., durante a Terceira Guerra Mitridática. Porém, depois da derrota de Crasso na Batalha de Carras, em 53 a.C., a Armênia foi forçada a se aliar à Pártia, um reflexo da posição enfraquecida de Roma no oriente. Antônio enviou Públio Canídio Crasso até a Armênia, que recebeu a rendição de Artavasdes II sem luta. Canídio então liderou a invasão da Transcaucásia, subjugando o Reino da Ibéria. Canídio forçou o rei ibero, Farnavaz II a se juntar aos romanos contra Zober, rei da vizinha Albânia, subjugando-o também e reduzindo a região a um protetorado romano.
Artavasdes II foi forçado a fornecer 7 000 soldados, 6 000 cavaleiros, entre catafractários (cavalaria pesada) e arqueiros montados. O exército de Antônio incluía uma cavalaria robusta para que não sofresse o mesmo destino de Crasso em Carras. Mas ainda assim Antônio cometeu o erro de não deixar guarnições em território armênio, o que permitiu que Artavasdes mudasse de lado tão logo Antônio partiu para a capital da Média Atropatena, Fraaspa (moderna Takht-i Suleiman). Embora Antônio preferisse uma batalha campal, os partas não lhe davam combate, o que permitiu que Antônio já estivesse profundamente inserido no território parta em meados de agosto de 36 a.C.. Fraates IV mobilizou 50 000 homens para resistir à invasão, 40 000 deles a cavalo (os poderosos arcos partos eram capazes de penetrar escudos e armaduras). Os cavaleiros partos fustigaram as linhas de abastecimento de Antônio. Obrigado a deixar sua caravana de suprimentos aos cuidados de duas legiões (aprox. 10 000 homens), ela foi atacada e completamente destruída antes que Antônio pudesse reagir e, embora o rei armênio e sua cavalaria estivessem presentes durante o massacre, eles não intervieram. Apesar desta emboscada, Antônio continuou a campanha, mas foi forçado a recuar em meados de outubro depois de um fracassado cerco de dois meses à capital provincial, especialmente pela falta de suprimentos e meios para realizar um ataque final.
Perante esta situação, Antônio decidiu recuar de volta para a Síria, seguindo o rio Aras, atravessando a Armênia em pleno inverno, uma retirada que foi honrosamente coberta pelos fundeiros e pelos veteranos, os que sofreram as maiores baixas. No total, Antônio perdeu cerca de 30 000 homens, um quarto de seu exército, a maior parte deles veteranos, difíceis de substituir. Além disso, foram perdidos 4 000 cavaleiros.

### Antônio e Cleópatra
Enquanto isso, em Roma, o triunvirato deixou de existir na prática. Otaviano forçou Lépido a renunciar depois que o velho triúnviro tentou se apossar da Sicília após a derrota de Sexto Pompeu. Sozinho no poder, Otaviano se ocupou de bajular a tradicional aristocracia republicana para atraí-la para o seu lado. Ele se casou com Lívia Drusila e começou a atacar Antônio para elevar sua própria posição. Ele argumentava que Antônio era um homem de moral duvidosa, pois havia deixado sua fiel esposa abandonada em Roma com os filhos para estar com a promíscua rainha do Egito. De fato, Antônio foi acusado de tudo, mas principalmente de "tornar-se um nativo", um crime imperdoável para os orgulhosos romanos. Por diversas vezes, Antônio foi convocado a Roma, mas ele ficou todas as vezes em Alexandria com Cleópatra.

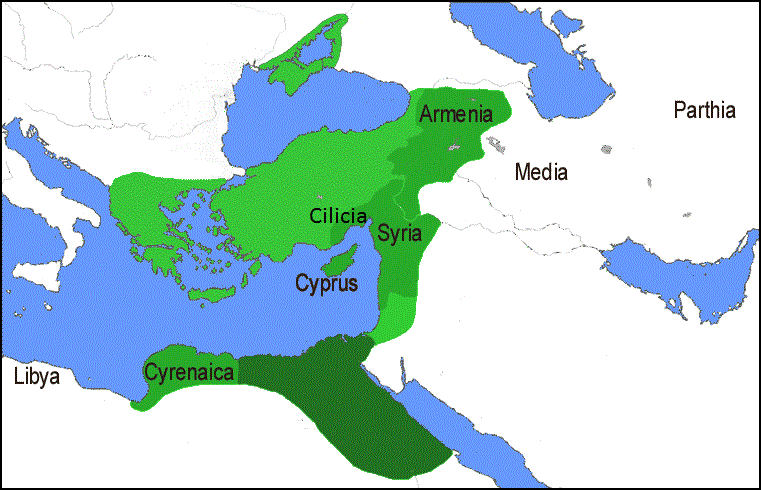
Um mapa das "Doações de Alexandria", de Antônio para Cleópatra e os filhos do casal, em.
Território não alocado
Território doado aos filhos de Cleópatra
Reino original de Cleópatra

Novamente com dinheiro egípcio, Antônio invadiu a Armênia, desta vez com sucesso. Ao retornar, um falso "triunfo romano" foi celebrado nas ruas de Alexandria. A parada através da cidade foi pouco mais do que um pastiche da mais importante celebração militar romana e, como gran finale, a cidade toda foi convocada para ouvir um importantíssimo discurso político. Rodeado por Cleópatra e dos filhos dela, Antônio publicamente encerrou sua aliança com Otaviano.
Ele então distribuiu os reinos orientais entre seus filhos: Alexandre Hélio foi nomeado rei da Armênia, da Média e da Pártia (territórios que não estavam, em sua grande maioria, sob o controle romano), sua irmã gêmea, Selene, recebeu a Cirenaica e a Líbia, e o jovem Ptolemeu Filadelfo, a Síria e a Cilícia. Cleópatra foi proclamada "rainha de reis e rainha do Egito", governando com Cesarião ("Ptolemeu XV César", o filho de Cleópatra com Júlio César, pai adotivo de Otaviano), "rei de reis e rei do Egito". Mas mais importante de tudo, Cesarião foi declarado como filho legítimo de César. Estas proclamações ficaram conhecidas como "Doações de Alexandria" e provocara a ruptura final entre Antônio e Roma.
Enquanto a distribuição de reinos entre os filhos de Cleópatra dificilmente poderiam ser entendidos como um gesto de reconciliação, elas não colocavam em risco a posição política de Otaviano. Muito mais perigoso foi o reconhecimento de Cesarião como legítimo herdeiro do nome de César. A base do poder de Otaviano era sua ligação com César, que o adotou, transferindo-lhe muito de sua popularidade e a lealdade de seus veteranos. Ao ver esta situação ser ameaçado por uma criança nascida de uma relação com a mulher mais rica do mundo era algo que Otaviano não poderia aceitar.
Entre 33 e 32 a.C., uma guerra de propaganda foi travada na arena política de Roma, com acusações de ambos os lados. Antônio, no Egito, se divorciou de Otávia e acusou Otaviano de ser um novo rico, de usurpar o poder e de forjar papéis de adoção por César. Otaviano respondia com acusações de traição: de manter o controle ilegalmente de províncias que deveriam ser entregues a outras pessoas por sorteio, como era a tradição romana. O triunvirato expirou no último dia de 33 a.C. sem ser renovado e outra guerra civil estava começando.
Antônio também foi acusado de ser o responsável pela execução de Sexto Pompeu, um cidadão romano, sem um julgamento. Em 32 a.C., o senado retirou-lhe oficialmente seus poderes e declarou guerra a Cleópatra — mas não a Antônio, pois Otaviano não tinha atenção nenhuma de divulgar seu papel em prolongar as intermináveis guerras civis que assolavam Roma. Os dois cônsules, Cneu Domício Enobarbo e Caio Sósio, e um terço do senado abandonaram Roma para se juntarem a Antônio e Cleópatra na Grécia.
Em 31 a.C., começou a última guerra civil da República Romana. O leal e habilidoso general de Otaviano, Marco Vipsânio Agripa, capturou a cidade e porto naval grego de Metone, leal a Antônio. A enorme popularidade de Otaviano entre as legiões resultaram na deserção das províncias de Cirenaica e da Grécia ao seu lado. Em 2 de setembro, a batalha naval de Ácio foi travada. A marinha de Antônio e Cleópatra foi completamente destruída e os dois foram forçados a fugir para o Egito com apenas sessenta navios.

### Morte

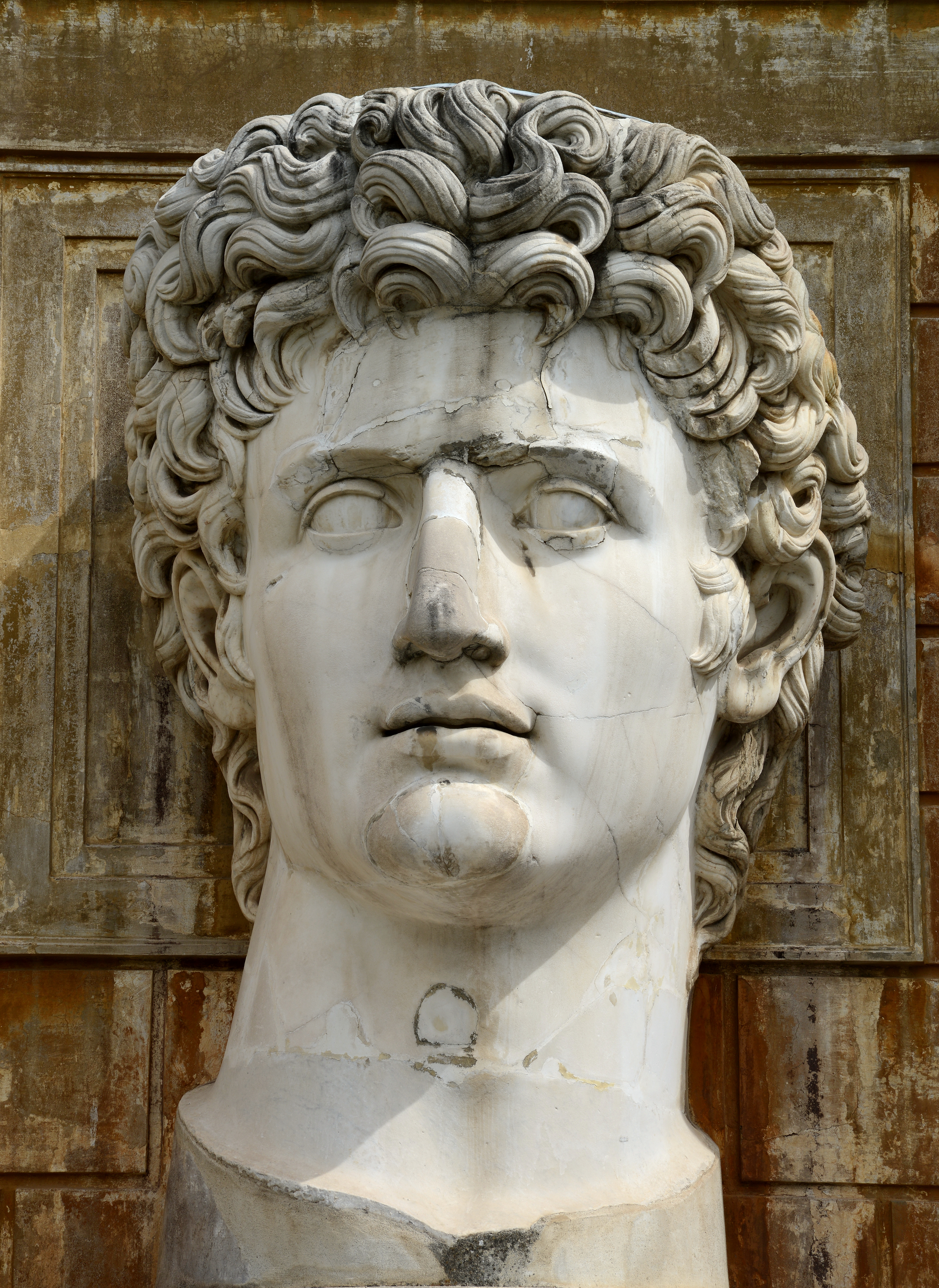
Busto de Otaviano, o grande vencedor das guerras civis romanas no século I a.C.. Em, depois de concentrar todos os poderes políticos, militares e jurídicos de Roma, assumiu o título de "Augusto" e reinou absoluto até sua morte, quando passou o comando para seu filho adotivo, Tibério. Foi fim da República e o início do Império Romano.
Busto de Augusto preservado na Cortile del Belvedere nos Museus Vaticanos

Otaviano, agora muito próximo do poder absoluto, não tinha intenção alguma de dar a Antônio e Cleópatra nenhum tempo para se recuperar. Em agosto de 30 a.C., ajudado por Agripa, invadiu o Egito. Sem nenhum lugar para se refugiar, Antônio se suicidou atirando-se sobre sua espada acreditando, incorretamente, que Cleópatra já havia se matado também. Quando souberam que ela ainda estava viva, servos de Cleópatra o levaram até o mausoléu de Cleópatra, onde ela estava escondida; ele morreu em seus braços.
A rainha recebeu permissão para conduzir os rituais funerários de Antônio depois de ter sido capturada por Otaviano. Percebendo que seu destino era ser a estrela da parada triunfal dele em Roma, ela tentou por várias vezes tirar a própria vida e finalmente conseguiu em meados de agosto. Otaviano mandou executar Cesarião, mas poupou os filhos de Antônio com Cleópatra, que tiveram que participar da parada através de Roma. As filhas de Antônio com Otávia também foram poupadas, assim como o filho deles, Julo Antônio. Mas o filho mais velho de Antônio, Marco Antônio Antilo foi assassinado pelos homens de Otaviano implorando por sua vida no Cesareu.

## Consequências e o legado
O filho de Cícero, Cícero, o Jovem, anunciou a morte de Antônio, que havia provocado a morte de seu pai, ao Senado. As homenagens a Antônio foram revogadas e suas estátuas foram destruídas ("damnatio memoriae"). Cícero, o Jovem, também aprovou um projeto de lei garantindo que nenhum outro membro da gente Antônia teria o prenome Marco novamente.
| “ | Desta forma, os céus garantiram à família de Cícero os atos finais da punição de Antônio. | ” |
|   | — Plutarco, Vidas Paralelas, Antônio 49.4.                                                |   |

Quando Antônio morreu, Otaviano tornou-se o líder incontestável de Roma. Nos anos seguintes, Otaviano, que passou a ser conhecido como "Augusto" depois de 27 a.C., conseguiu acumular todos os cargos administrativos, políticos e militares de Roma numa única pessoa. Quando ele morreu, em 14, seus poderes políticos passaram para seu filho adotivo, Tibério. A República Romana havia acabado e a primeira fase do Império Romano se iniciava, o Principado. A ascensão de César e a subsequente guerra civil entre os dois mais poderosos romanos já havia efetivamente acabado com a credibilidade da oligarquia romana como poder governante e assegurou que todas as futuras lutas políticas se centrariam na decisão de qual indivíduo seria capaz de conquistar o supremo poder político no governo, eliminando o senado e toda a antiga estrutura magisterial com focos de poder nestes conflitos. Assim, na história, Antônio se destaca primeiro como um dos principais aliados de César, depois, juntamente com Augusto, como um dos dois homens à volta dos quais o poder se consolidou após o assassinato dele e, finalmente, como membro do Segundo Triunvirato, responsáveis máximos pelo fim da República.

## Família e filhos
Antônio casou-se sucessivamente com cinco mulheres diferentes e deixou muitos filhos. Através de suas filhas com Otávia, Antônio foi ancestral dos imperadores romanos Calígula, Cláudio e Nero. De seu casamento com Fádia (datas desconhecidas), filha de um liberto, teve vários filhos segundo Cícero. Nada mais se sabe dela ou destas crianças e Cícero é o único que a menciona pelo nome. Em seguida, Antônio casou-se com sua prima pelo lado paterno, Antônia Híbrida Menor (?–47 a.C.), filha de Caio Antônio Híbrida, que, segundo Plutarco, foi expulsa de casa depois de traí-lo com um amigo de Antônio, o tribuno Públio Cornélio Dolabela, por volta de 47 a.C. Com ela, Antônio teve uma filha, Antônia, que se casou com o rico grego Pitódoro de Trales. Depois do divórcio, Antônio casou-se com Fúlvia (46–40 a.C.), neta por parte de pai de Marco Fúlvio Flaco, cônsul em 125 a.C., e, por parte de mãe, de Caio Graco. Com ela, teve dois filhos, Marco Antônio Antilo, executado por Otaviano em 30 a.C., e Julo Antônio, casado com Cláudia Marcela Maior, filha de Otávia, irmã de Otaviano e próxima esposa de Antônio.
A esposa seguinte, já no turbulento ambiente político de Roma na época, foi Otávia (40–32 a.C.), com quem teve duas filhas, Antônia Maior ("Júlia Antônia Maior"), casada com Lúcio Domício Enobarbo, cônsul em 16 a.C. Antônia era avó materna da imperatriz Valéria Messalina e paterna do imperador Nero. A outra filha foi Antônia Menor ("Júlia Antônia Menor"), casada com Nero Cláudio Druso, o filho mais novo da imperatriz Lívia Drusila e irmão biológico do imperador Tibério, filho adotivo de Augusto. Foi mãe do imperador Cláudio, avó de Calígula e da imperatriz Agripina, a Jovem, e bisavó materna de Nero.
Finalmente, Antônio casou-se com a rainha Cleópatra VII (32–30 a.C.), do Egito ptolemaico, a antiga amante de César, e teve mais três filhos com ela. Os gêmeos Alexandre Hélio e Cleópatra Selene II, esta casada primeiro com rei Juba II da Numídia e, depois, da Mauritânia; ela teria sido ascendente de Zenóbia de Palmira, rainha da Síria. O filho mais novo foi Ptolemeu Filadelfo.

## Na cultura popular

### Marco Antônio no cinema

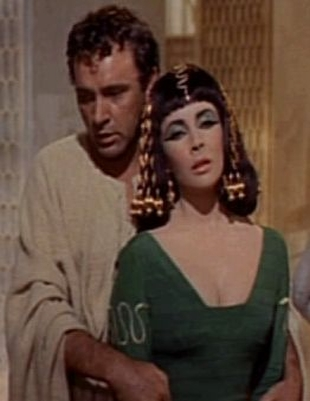
Richard Burton e Elizabeth Taylor como Antônio e Cleópatra no famoso filme "Cleópatra" (1963) dirigido por Joseph L. Mankiewicz

Lista incompleta de filmes nos quais é protagonista.
- Cleopatra (1912), dirigido por Charles Leslie Gaskill, no qual Marco Antônio é vivido por Charles Sindelar.
- Cleopatra (1917), dirigido por J. Gordon Edwards, no qual Marco Antônio é vivido por Thurston Hall.
- Cleopatra (1934), dirigido por Cecil B. DeMille, no qual Marco Antônio é vivido por Henry Wilcoxon.
- Júlio César (1953), dirigido por Joseph L. Mankiewicz, no qual Marco Antônio é interpretado por Marlon Brando.
- Cleopatra (1963), dirigido por Joseph L. Mankiewicz, no qual Marco Antonio é vivido por Richard Burton.
- Julius Caesar (1970), dirigido por Stuart Burge, no qual Marco Antônio é vivido por Charlton Heston.
- À Sombra das Pirâmides (1972), dirigido por Charlton Heston, no qual Marco Antônio é vivido por ele.

### Marco Antônio na televisão
- Na série Roma (2005), é interpretado por James Purefoy.
- Na minissérie Empire (2005), é interpretado por Vincent Regan.
- No docudrama Ancient Rome: The Rise and Fall of an Empire, é interpretado por Alex Ferns.

## Cronologia da vida de Marco Antônio
- 83 a.C. — Marco Antônio nasce em Roma.
- 58 a.C. — Viaja para a Grécia, onde estuda retórica.
- 57 a.C. — Luta na Judeia
- 56 a.C. — Luta no Egito. Provável primeiro encontro com Cleópatra.
- 54 a.C. a 50 a.C. — Guerras Gálicas, sob a ordens de Júlio César.
- 50 a.C. — Eleito tribuno da plebe.
- 48 a.C. — Luta na Batalha de Farsalos, contra Pompeu Magno.
- 47 a.C. — Governa a Itália de forma desastrosa.
- 44 a.C. — Eleito cônsul, com Júlio César, que é César é assassinado no senado.
- 43 a.C. — Guerra de Mutina. Integra o Segundo Triunvirato com Otaviano e Lépido.
- 42 a.C. — Derrota os assassinos de César na Batalha de Filipos.
- 41 a.C. — Encontro com Cleópatra, em Tarso.
- 40 a.C. — Regressa a Roma. Casa-se com Otávia. Tratado de Brundísio.
- 38 a.C. — Tratado de Tarento. Renovação do triunvirato por mais cinco anos.
- 36 a.C. — Sofre derrota humilhante na campanha contra o Império Parta.
- 34 a.C. — Otaviano divulga em Roma a cessão de territórios romanos para Cleópatra e seus filhos (Doações de Alexandria).
- 33 a.C. — Fim do Segundo Triunvirato. Antônio divorcia-se de Otávia.
- 32 a.C. — O senado declara guerra ao Egito.
- 31 a.C. — Batalha de Ácio: as frotas de Antônio e Cleópatra são derrotadas.
- 30 a.C. — Marco Antônio e Cleópatra cometem suicídio em Alexandria.